# Capítulos del segundo libro de los Macabeos
El libro 2 Macabeos contiene 15 capítulos. Es un libro deuterocanónico escrito originalmente en griego koiné que forma parte del canon bíblico cristiano católico, ortodoxo oriental y ortodoxo oriental. Sigue siendo considerado una fuente importante sobre la Revuelta de los Macabeos por los judíos, los protestantes y los historiadores seculares de la época que no necesariamente consideran el libro como parte del canon bíblico. Los capítulos narran los acontecimientos ocurridos en Judea entre los años 178 y 161 a. C., durante el Período del Segundo Templo. Judea estaba gobernada en aquella época por el Imperio seléucida, uno de los estados sucesores de Grecia que surgieron tras las conquistas de Alejandro Magno. 2 Macabeos fue escrito por un judío egipcio desconocido. El relato es distinto del libro 1 Macabeos, escrito por alguien del Reino hasmoneo que se formó tras el éxito de la revuelta. En general, 2 Macabeos tiene una perspectiva más directamente religiosa que 1 Macabeos, ya que con frecuencia atribuye los acontecimientos a las oraciones, las intervenciones milagrosas y la voluntad divina.
Los capítulos más influyentes del libro son probablemente el Capítulo 6 y el Capítulo 7, que tratan del martirio de la mujer con siete hijos y de Eleazar, el escriba, durante la persecución del judaísmo bajo el rey Antíoco IV Epífanes. El capítulo 7 y el capítulo 12 tratan ambos de la resurrección corporal de los justos; 2 Macabeos es una de las primeras obras literarias que defiende esta creencia. El capítulo 15 es también una de las primeras referencias a la festividad judía de Purim. Aunque 2 Macabeos fue escrito originalmente para un público de judíos helenísticos, algunos versículos de sus capítulos han sido utilizados en algunas ramas del cristianismo como respaldo bíblico para las indulgencias, las oraciones por los muertos y la intercesión de los santos. Esto se convirtió en objeto de controversia durante la Reforma protestante y fue uno de los factores que llevó a las denominaciones protestantes a considerar el libro como no canónico.
Al igual que otros libros de la Biblia, la división del texto en capítulos y versículos no era original, sino que se añadió posteriormente.

## Capítulos 1 y 2

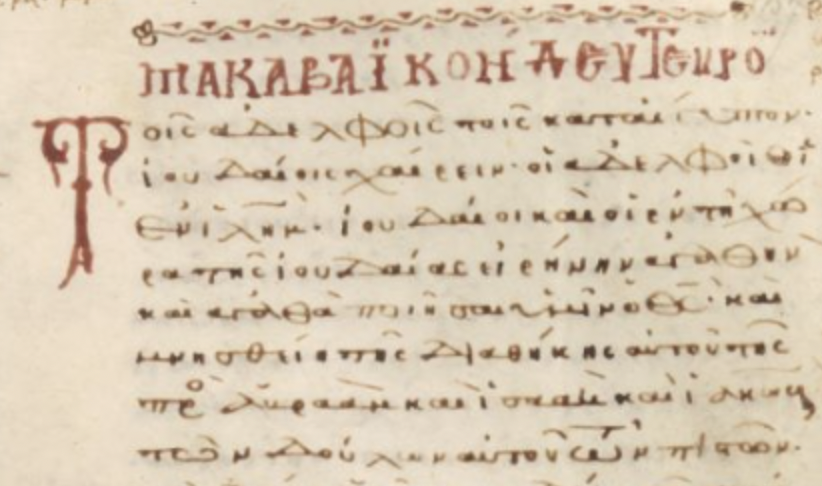
Los versículos iniciales de 2 Macabeos en griego koiné procedentes de un manuscrito de la Septuaginta del -

Los dos primeros capítulos son una introducción y no forman parte de la narración principal, que comienza en el capítulo 3. Consisten en dos cartas a los judíos del Egipto ptolemaico, seguidas del prefacio del epitomista. Algunos estudiosos anteriores, como Benedikt Niese, lo interpretaron como una sola carta larga, aunque esta posición encuentra poco apoyo desde el trabajo de Elias Bickerman en la década de 1930, que se inclina por ver el texto como dos cartas.
Muchos estudiosos cuestionan la autenticidad de estas cartas, especialmente la segunda, que, si se basa en una carta auténtica en algún momento, parece haber sido afectada por interpolaciones manuscritas a lo largo del tiempo. También se cuestiona si el epitomista que escribió la narración principal fue quien adjuntó estas cartas al principio de la narración, o si lo hizo algún otro compilador. Entre los argumentos en contra de que el epitomista fuera quien añadió las cartas se encuentran que el prefacio del epitomista parece estar escrito como si ya fuera una introducción, y que las dos cartas le restan valor literario; que el relato de la muerte del rey Antíoco en 1:13-16 difiere del relato del capítulo 9; y que la narración del epitomista se desarrolla hacia el Día de Nicanor como final y lección más importante, mientras que las cartas se centran en Hanukkah y la purificación del Templo.

### Primera carta
Los judíos de Jerusalén y los de la tierra de Judea, 

a sus hermanos judíos de Egipto, 

saludos y verdadera paz.

La primera carta, del 1:1 al 1:10a, es una invitación a celebrar la rededicación del Templo de Jerusalén: la fiesta de Hanukkah. Comienza con un saludo y expresiones estilizadas de buena voluntad. A continuación, pasa a un breve resumen de cómo comenzaron los problemas con el sumo sacerdote Jason (descritos en el capítulo 4), un recordatorio de cómo los judíos de Judea pidieron ayuda a los judíos de Egipto en el pasado, y concluye con el estímulo a la celebración de Hanukkah para los judíos de la diáspora (1:9-1:10a): «Y ahora, ved que celebréis la fiesta de los tabernáculos en el mes de Chislev, en el año ciento ochenta y ocho». El año 188 de la era seléucida (SE) equivale a 124-123 a. C. Si se interpreta como una referencia a la carta enviada originalmente en ese momento, sugeriría que la forma de 2 Macabeos que tenemos hoy en día se organizó en ese año o más tarde.
Otra fecha de interés se encuentra en el versículo 7, que dice: «En el reinado de Demetrio, en el año ciento sesenta y nueve, nosotros, los judíos, os escribimos», lo que sugiere que la carta hace referencia a una carta anterior. 169 SE correspondería al 143 a. C., que fue efectivamente durante el reinado de un Demetrio: el rey Demetrio II Nicátor. Según 13:31-42, el naciente estado hasmoneo se enfrentaba en ese momento al hostil Diodoto Trifón y se alió con Demetrio II contra él. La carta sugiere que tal vez los judíos de Judea también habían pedido ayuda a los judíos de Egipto contra Trifón.

### Segunda carta
El pueblo de Jerusalén y de Judea, el Consejo de Ancianos y Judas,

A Aristóbulo, de la familia de los sacerdotes ungidos, maestro del rey Ptolomeo, y a los judíos de Egipto,

Saludos y buena salud.

La segunda carta, desde 1:10b hasta 2:18, es supuestamente una carta de la «gerusia» (Consejo de Ancianos) de Jerusalén y Judas Macabeo al recibir la noticia de la muerte del rey Antíoco IV Epífanes, pero antes de la celebración de la primera fiesta de la Dedicación del Templo (Hanukkah), por lo que es anterior a la primera carta. Parece estar dirigida a Aristóbulo de Alejandría, una figura mencionada por Clemente de Alejandría y Eusebio. La carta describe la muerte de Antíoco mientras atacaba un templo dedicado a la diosa Nanaya en Persia y cómo Dios salvó Jerusalén expulsando a «los que se levantaron para la guerra».
La carta continúa con una extensa analogía que retrocede en el tiempo y vincula el templo de Judas con figuras del pasado judío. Se dice que el sacerdote Nehemías (siglo V a. C.) encontró un líquido especial utilizado para encender el fuego sagrado del altar llamado nephthar o nephthai (quizás relacionado con nafta o petróleo). El líquido se vertía entonces sobre unas rocas. La historia continúa con cómo el profeta Jeremías (siglos VI-VII a. C.) escondió tanto el líquido como otros objetos del templo para que Nehemías los encontrara más tarde. También incluye una breve historia en la que el rey Salomón (siglo X a. C.) rezó para que cayera fuego del cielo, de manera similar a Moisés, que consumió un sacrificio. A continuación, celebró una fiesta que duró ocho días. La carta dice que Nehemías también creó una biblioteca de escritos y libros, y que Judas siguió su ejemplo y compiló una biblioteca de historias judías. La historia de Nehemías vertiendo el líquido misterioso sobre las rocas está posiblemente relacionada con 10:3, donde se afirma que, tras purificar el Templo, Judas «encendió las rocas y extrajo fuego de ellas». Esto establecería un vínculo directo entre el altar de Nehemías y el templo de Judas. La intención teológica es vincular el templo purificado de Judas con el Primer Templo original y establecerlo como igualmente legítimo. El fuego del altar vino del cielo a Salomón; Jeremías escondió los objetos del Templo y el fuego como una forma de garantizar la supervivencia del Templo para el futuro, fuera del alcance del dominio extranjero durante el exilio babilónico; Nehemías lo redescubrió; y ahora Judas había reavivado este mismo fuego que llegaba hasta el cielo.
Al igual que la primera carta, concluye con una invitación a los judíos de Egipto para que se unan a los judíos de Judea en la celebración simultánea de Hanukkah, una festividad de ocho días dedicada a la purificación y al fuego, similar a la celebración que, según se afirma, celebró Salomón. Es de suponer que los judíos egipcios necesitaban ser convencidos, ya que la fiesta de Hanukkah era una nueva invención que no se describía en la Biblia hebrea.
Aunque no se puede descartar la existencia de algún tipo de carta de Judas a Egipto, los estudiosos consideran en general que gran parte de la carta fue falsificada o interpolada en una fecha mucho posterior a la vida de Judas. Jonathan A. Goldstein encuentra indicios de que la cronología que se atribuye a la carta es cuestionable y que esta tiene más sentido como un escrito posterior que como la primera epístola. Muchas de las historias de la carta no aparecen en ninguna otra obra literaria anterior: Nehemías y el fuego sagrado, las citas atribuidas a Moisés, etc. Robert Doran sugiere que las preocupaciones expresadas en la carta indican una situación más estable en el momento en que fue redactada, tal vez durante el reinado de los últimos reyes asmoneos, como Juan Hircano o Alejandro Janneo.
Un aspecto a destacar es la ubicación del templo de Nanaya. La carta indica que se encontraba en Persia, pero según 1 Macabeos, Josefo y Apiano, el rico templo se encontraba en Elimaida. No está claro si el autor consideraba que Elymais formaba parte de Persia o si simplemente cometió un error geográfico.
En la teología judía posterior, Abraham Geiger, fundador del judaísmo reformista, creía que el versículo 2:17 («Es Dios quien ha salvado a todo su pueblo y ha devuelto la herencia a todos, y la realeza y el sacerdocio y la consagración») indicaba que el autor creía en un sacerdocio universal compartido por todos los judíos, y que el autor de la carta tenía una inclinación anti-saduceo.

### Prefacio del epitomista
... todo esto, que ha sido expuesto por Jason de Cirene en cinco volúmenes, intentaremos condensarlo en un solo libro.

En 2:19-32, el escritor anónimo, al que se hace referencia de diversas maneras como el epitomista, el epitomador, el autor y el abridger, se presenta a sí mismo y a su obra a los lectores. Comenta su esfuerzo por hacer un resumen, o epítome, de la historia en cinco volúmenes de Jasón de Cirene y se compara con un decorador que añade belleza a una estructura ya existente. Es evidente que se trata de alguien con una sólida formación tanto en literatura griega como en judaísmo.
Un pequeño detalle curioso es que en 2:19 se hace referencia a las hazañas de «Judas Macabeo y sus hermanos», pero la historia principal presta poca atención a los hermanos de Judas y se centra en él personalmente. Esto contrasta con 1 Macabeos, que a menudo menciona y se refiere al resto de la familia asmonea. No está claro si el epitomista quería hablar y destacar a los hermanos, pero la obra de Jason simplemente los mencionaba poco, o si minimizó a los hermanos en la historia principal, pero se sintió obligado a mencionarlos en el prefacio debido a su fama.
Otro aspecto que resulta extraño para los lectores modernos son las quejas sobre «sudor y noches sin dormir» en la redacción del epítome en 2:26. Aunque hoy en día nos resulte extraño, era habitual en los prefacios antiguos de la época que el autor proclamara lo duro que había trabajado. Un pasaje similar se ve también en 2 Corinthians 11:27.

## Capítulo 3
... este hombre [Heliodoro], que acababa de entrar en el tesoro mencionado con un gran séquito y toda su guardia, pero que ahora era incapaz de valerse por sí mismo. Reconocieron claramente el poder soberano de Dios.

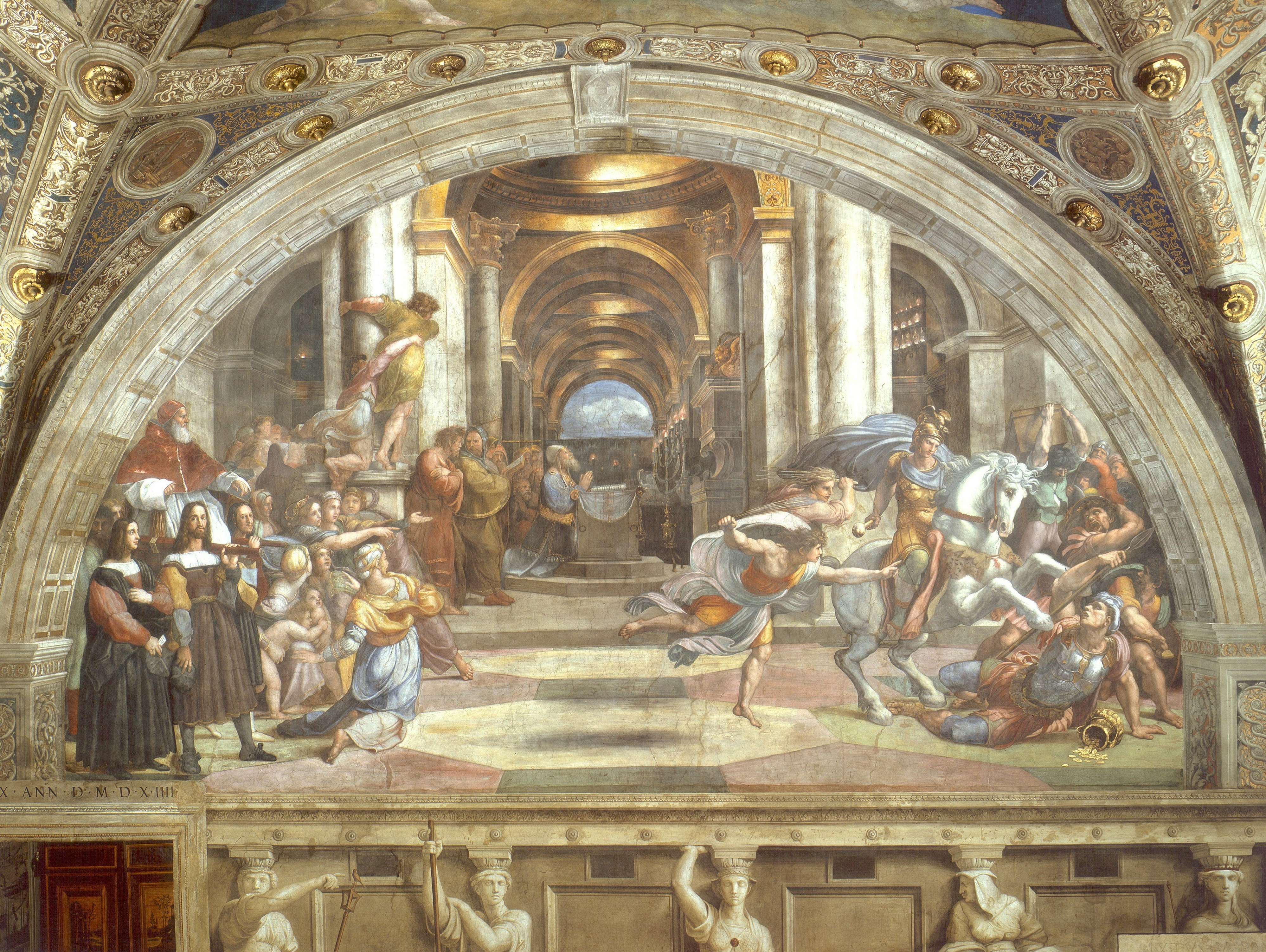
«La expulsión de Heliodoro del templo», obra de Rafael de 1511

El tercer capítulo narra la historia del intento de Heliodoro de gravar con impuestos el Templo. Se trata de una historia independiente y un preludio de la historia principal de la revuelta, pero establece que Dios protege el Segundo Templo cuando su pueblo y sus líderes son fieles. Durante el mandato de Onías III como sumo sacerdote y Seleuco IV Filopátor como rey (que reinó entre 187 y 175 a. C.), un supervisor judío llamado Simón se enemistó con Onías. Este le dice al gobernador (etnarca) que el Templo tiene un gigantesco alijo de tesoros ilegales que podrían ser confiscados legalmente, como venganza contra Onias. El rey envía a Heliodoro a investigar. A la llegada de Heliodoro a Jerusalén, Onias niega la afirmación de Simón; Heliodoro dice que, no obstante, el dinero que tenía el Templo debe ser confiscado. Todo Jerusalén reza por la liberación de Dios. El día en que Heliodoro y su séquito visitan el tesoro del templo, aparece una aterradora aparición de un jinete con armadura dorada. También aparecen dos misteriosos jóvenes, guapos y fuertes, vestidos con ropas espléndidas, que se colocan a ambos lados de Heliodoro y le propinan una lluvia de golpes y azotes. Heliodoro, al borde de la muerte, es llevado en una litera; su séquito suplica ayuda a Onías III. No queriendo problemas con el rey, Onías III realiza un sacrificio por la salvación y la curación de Heliodoro. Los jóvenes, presumiblemente ángeles, le dicen a Heliodoro que debe estar agradecido a Onías y que su nueva misión es proclamar la grandeza y el poder de Dios a todos. Tras regresar a Antioquía, Heliodoro da testimonio del poder de Dios y sugiere irónicamente a Seleuco IV que envíe a algún enemigo suyo a Jerusalén, ya que él se encargará de azotarlo, si es que sobrevive.
La historicidad básica de tal disputa fiscal es indiscutible. El Libro de Daniel parece aludir al incidente en Daniel 11:20. La estela de Heliodoro documenta una orden de Seleuco IV a Heliodoro en 178 a. C. para que se ocupara de los templos de Coele-Siria y Fenicia, y el nombramiento de una persona llamada Olimpiodoro para supervisar los templos de la provincia. Aunque esto tal vez sugiera que es más probable que fuera Olimpiodoro quien visitó el templo de Jerusalén y no Heliodoro en persona, el recuerdo básico de un intento de interferir en el templo que fue rechazado es probablemente exacto, incluso si los elementos más milagrosos, como el jinete celestial y los hombres apuestos, son legendarios.
Onías III informa de que el templo contenía depósitos pertenecientes a viudas y huérfanos, así como el tesoro de Hircano, hijo de Tobías, que ascendía a 400 talentos de plata y 200 talentos de oro. En aquella época, los talentos de oro valían aproximadamente 10 veces los de plata, por lo que esto equivaldría a 2400 talentos, una suma considerable para la época, pero no tan incalculable como el tesoro descrito por Simón. A modo de comparación, los seléucidas debían un tributo anual de 1000 talentos de plata a Roma según los términos de la Paz de Apamea. Hyrcanus se ha considerado normalmente la misma persona que un Hyrcanus descrito en la obra de Josefo, un patriarca de los Tobiados. Una de sus características más conocidas era su riqueza, ya que se había enriquecido durante el dominio ptolemaico de la región, aunque gran parte de lo que se sabe de él está teñido por exageraciones folclóricas. Jonathan A. Goldstein sostiene que la referencia a él fue añadida posteriormente por un seguidor de Onías IV; Robert Doran sugiere que podría ser original y que el autor intentaba enfatizar la unidad de todos los judíos a pesar de la conocida animadversión contra los tobiados.
Teológicamente, el autor enfatiza que la inviolabilidad y santidad del Templo proviene del pueblo y sus líderes, un tema que también se ve en escritos judíos anteriores. El preludio sirve así como contrapunto positivo a los problemas posteriores. El autor también escribe como un judío de la diáspora que vive bajo el dominio griego en el Egipto ptolemaico. Por lo tanto, el retorno al statu quo anterior de los judíos que vivían bajo el tolerante dominio griego no se presenta como un problema, sino como la voluntad de Dios y un final feliz. Esto contrasta con la postura más absolutista del autor de 1 Macabeos, que considera que la única paz honorable es aquella que garantiza la autonomía judía y, preferiblemente, la independencia.

## Capítulo 4
Tras recibir las órdenes del rey, [Menelao] regresó sin poseer ninguna cualificación para el sacerdocio, pero con el temperamento irascible de un tirano cruel y la furia de una bestia salvaje.

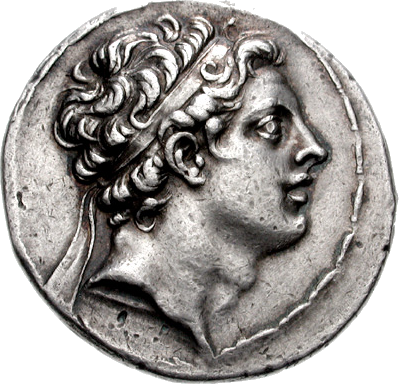
Cara de una moneda del Imperio seléucida acuñada con el retrato de Antíoco IV.

El capítulo 4 es donde comienza la historia principal. Describe la turbulenta política del templo entre los años 175 y 168 a. C., que vio la sucesión de Onías III, Jasón y Menelao como sumos sacerdotes. Simón, del capítulo 3, continúa su disputa con Onías III; Onías se queja de él al rey. Tras la muerte de Seleuco IV, Antíoco IV Epífanes asciende al trono (~175 a. C.). Jason, hermano de Onias III, ofrece a Antíoco un tributo mayor que el que pagaba Onias y es nombrado nuevo sumo sacerdote. Además, obtiene permiso para reformar partes de la ciudad según el modelo griego y fundar un gimnasio para la educación de los jóvenes al estilo griego. El autor acusa al sumo sacerdote Jason de menospreciar los derechos ancestrales y las garantías de autonomía de los judíos con sus innovaciones, y de ser impío y poco sacerdotal. Tres años después del inicio del gobierno de Jasón, Menelao, hermano de Simón, que había disputado anteriormente con Onías III, fue enviado al rey para llevarle el tributo del templo. Sin embargo, Menelao traicionó a Jasón y ofreció a Antíoco IV un tributo aún mayor a cambio del cargo de sumo sacerdote. Su estratagema tuvo éxito y Menelao regresó a Jerusalén con la orden del rey de nombrarlo nuevo sumo sacerdote. Jasón se vio obligado a exiliarse y vivir entre los amonitas. Mientras que Jasón era un «helenizador» impío, el autor describe a Menelao como un helenizador y un criminal sin escrúpulos. Menelao malversa artefactos de oro del Templo para venderlos.
De vuelta en Antioquía, el rey se encuentra ausente con el ejército para estabilizar las ciudades descontentas de Tarsus y Mallus en Cilicia, en la península de Anatolia. Nombra a un regente llamado Andrónico para que se encargue de los asuntos durante su ausencia. Menelao soborna a Andrónico con el tesoro robado. Onías III acusa a Menelao del crimen y busca refugio en un santuario griego en Dafne. Menelao y Andrónico traman deshacerse de Onías III, y Andrónico lo atrae fuera del santuario para asesinarlo. Tanto los judíos como los griegos justos piden justicia al rey por el asesinato de Onías a manos de Andrónico; Antíoco IV accede y ejecuta a Andrónico en el mismo lugar donde mató a Onías. De vuelta en Jerusalén, Menelao es muy impopular por seguir vendiendo los vasos de oro del Templo. Nombra a un hombre llamado Lisímaco, uno de sus ladrones del templo, para formar una fuerza policial privada que defienda su gobierno. Los manifestantes y la fuerza de Lisímaco se enfrentan; los manifestantes prevalecen y Lisímaco es derrotado poéticamente cerca del tesoro que había robado. Los judíos envían una delegación a Tiro, donde se encuentra el rey, para acusar a Menelao de sus crímenes. Sin embargo, Menelao envía un soborno a Ptolomeo, hijo de Dorymenes, un funcionario seléucida que aboga por él ante Antíoco IV. Menelao es absuelto de las acusaciones y los propios acusadores son ejecutados. Al concluir el capítulo, Menelao continúa en el cargo gracias a la codicia de Ptolomeo.
La descripción que se hace en el capítulo 4 de la política interna del templo no se encuentra en ninguna otra fuente antigua; aunque 1 Macabeos y Josefo aluden vagamente a disputas sobre el sumo sacerdocio, se trata de menciones muy escuetas. Por lo tanto, la mayoría de los estudiosos aceptan sin objeciones el relato de 2 Macabeos. El único aspecto en el que difieren las fuentes es la muerte de Onías III. 2 Macabeos dice que fue asesinado por Andrónico a instancias de Menelao, y que Andrónico fue posteriormente ejecutado por el crimen. Sin embargo, Josefo parece indicar que Onías III seguía activo en Egipto en una fecha posterior en su obra La guerra judía, y Diodoro Sículo da una razón diferente para la ejecución de Andrónico: que había asesinado a un hijo pequeño de Seleuco IV. La mayoría de los estudiosos consideran que ambos relatos son menos fiables que el de 2 Macabeos: están escritos mucho más tarde; Josefo parece contradecir y corregir su propia historia de los sumos sacerdotes en sus Antigüedades judías; y el relato de Diodoro no es estrictamente contradictorio con la versión de 2 Macabeos, si Andrónico fue ejecutado por múltiples crímenes acumulados a lo largo del tiempo y el autor de 2 Macabeos decidió enfatizar el que le importaba. Otra parte considerada cuestionable por algunos estudiosos es la historia de Menelao sobornando a uno de los cortesanos del rey en Tiro en lugar de al rey directamente. Esto se debe en gran parte a que en la literatura antigua es muy común culpar de los problemas a los malos consejeros del rey en lugar de al rey directamente, ya que es una afirmación menos radical y más susceptible de eludir la censura, y el rey aún no es retratado como un desquiciado en este capítulo. Sin embargo, la narración culpa directamente a Antíoco IV de los actos malvados posteriores, por lo que es difícil saberlo con certeza. Otro aspecto que se considera exagerado es que el autor describe a la turba de manifestantes armados con basura, pero que derrotan a 3000 hombres armados. Es plausible que se produjera algún tipo de disturbio civil, pero se trata probablemente de una «mejora» del incidente real para enfatizar el justo castigo de Lisímaco por parte de Dios.
La muerte de Onías III puede datarse aproximadamente en el año 170 a. C. basándose en pruebas arqueológicas, como una lista cuneiforme de reyes babilónicos que parece mencionar la muerte del hijo pequeño de Seleuco IV, a la que Diodoro hace referencia como motivo de la ejecución de Andrónico en el año 170 a. C.
2 Macabeos culpa directamente de los acontecimientos a judíos impíos como Jasón y Menelao en su teología. Al igual que en el capítulo 3, menciona directamente el posible apoyo de gentiles justos en su relato de cómo Andrónico fue considerado un asesino incluso por los seléucidas, y cómo los habitantes de Tiro financiaron un funeral digno para los judíos que acusaron a Menelao. Esto contrasta de nuevo con 1 Macabeos, que muestra poco interés en retratar la posibilidad de una coexistencia pacífica o de gentiles no hostiles. Los versículos 18-22 también tratan la historia de los judíos que participan en el mundo helenístico sin renunciar a su fe, otro mensaje que resonaría entre los judíos de la diáspora.

## Capítulo 5
Entonces hubo una masacre de jóvenes y ancianos, la destrucción de niños, mujeres y bebés, y la matanza de niñas y lactantes. En total, en tres días fueron exterminados ochenta mil, cuarenta mil en combates cuerpo a cuerpo, y tantos fueron vendidos como esclavos como los que murieron.

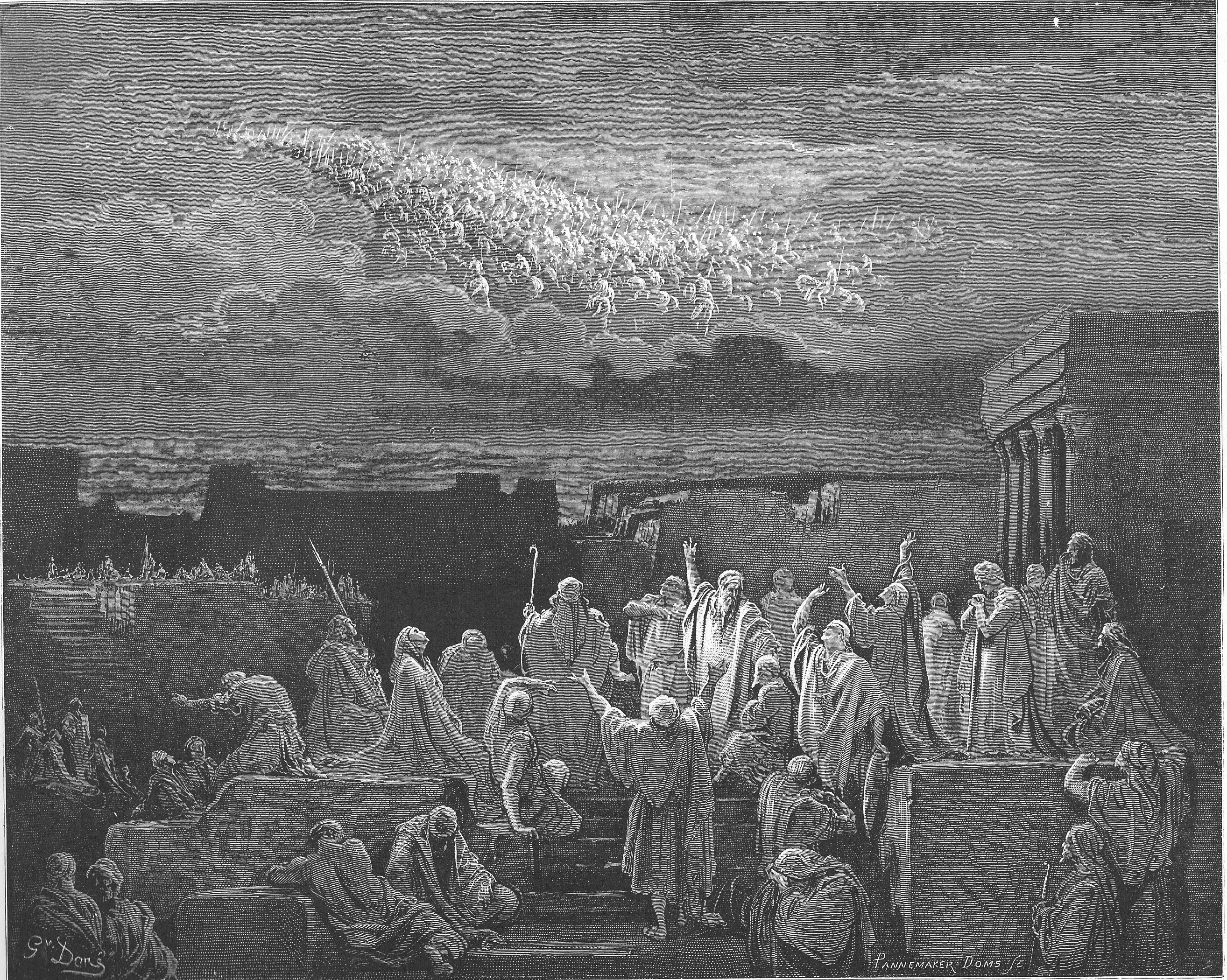
Los ciudadanos de Jerusalén observan la aparición de un ejército vestido de oro en el cielo mientras el gobierno seléucida invade Egipto ptolemaico durante la Sexta Guerra Siria

Con Menelao firmemente afianzado en su cargo de sumo sacerdote, el quinto capítulo trata más asuntos de política internacional. Jasón regresa para causar más problemas. Tras oír el rumor de que Antíoco IV había perecido en su segunda expedición a Egipto (parte de la Sexta Guerra Siria), intenta derrocar a Menelao y recuperar su cargo de sumo sacerdote. El texto no aclara el grado de éxito que tuvo en su intento, aunque aparentemente Menelao se vio obligado a retirarse. Sin embargo, Antíoco no había muerto y, al regresar de Egipto, atacó Jerusalén, al deducir erróneamente que una revuelta a gran escala contra su gobierno había tomado la ciudad. Si bien esto provocó la caída de Jasón, también causó un gran sufrimiento, ya que los judíos fueron robados, esclavizados y asesinados en el saqueo de la ciudad. Menelao es restituido en su cargo de sumo sacerdote y ayuda a Antíoco a robar del templo 1800 talentos y otras ofrendas. Se nombran nuevos funcionarios para supervisar la ciudad, entre ellos un epistates llamado Felipe. Otro ejército de ocupación de Misia, liderado por un comandante llamado Apolonio, instiga una matanza de judíos en sábado, cuando estos se abstienen de trabajar (y presumiblemente de combatir) mediante engaños. El capítulo termina con una sola frase que establece que Judas Macabeo y su grupo inicial se dirigieron al desierto para evitar la profanación y donde se podía cumplir la ley judía.
El autor tiene la intención de mostrar que Dios controla la historia en su teología. El ataque a Jerusalén se explica como un castigo por los pecados de los jerusalemitas en 5:17-20, siendo Antíoco un mero instrumento de la voluntad de Dios.
La historia que aquí se encuentra coincide en gran medida con la descrita en 1 Macabeos, con dos diferencias notables. 2 Macabeos ofrece un motivo algo diferente para Antíoco, diciendo que estaba respondiendo al golpe de Jason; 1 Macabeos simplemente lo retrata como un gobernante malvado que odiaba a los judíos. Además, 1 Macabeos sitúa el ataque a Jerusalén un poco antes, después de la primera expedición de Antíoco a Egipto en 170/169 a. C., en lugar de después de la segunda expedición en 168 a. C. En comparación, el historiador Josefo da a entender que visitó la ciudad después de ambas excursiones, saqueando la ciudad en la primera visita y el Templo en la segunda. Los estudiosos difieren sobre cuál de las versiones es la más fiable entre 2 Macabeos, 1 Macabeos y Josefo. El detalle de que Antíoco entrara personalmente en el templo judío se corrobora en la historia no judía de Diodoro Sículo, lo que sugiere que su profanación del Templo fue notable incluso para el público pagano.
Una posibilidad histórica extraída del texto —en contra de la intención del autor, si es que la tenía— es la hipótesis de que se produjo otra rebelión contra Antíoco, liderada no por Jasón, sino por los tradicionalistas judíos. Se atribuye generalmente al erudito Victor Tcherikover el mérito de haber planteado esta idea, basándose en que una mera disputa sobre qué funcionario ocupaba el cargo de sumo sacerdote difícilmente habría provocado el caos descrito. La conspiración de Jasón se describe como «un final vergonzoso», pero ese final no se atribuye directamente ni a los aliados de Menelao ni al ejército invasor de Antíoco. Si bien es posible que esta afirmación fuera simplemente una falta de orden cronológico al describir lo que sucedería cuando Antíoco llegara para expulsar a Jasón, Tcherikover cree que esta tercera fuerza fue la que derrotó a Jasón. Si es que existieron, reconocer directamente a estos rebeldes anteriores que fracasaron habría sido inaceptable para los autores de ambos libros de los Macabeos, lo que explicaría la falta de referencias directas a los estudiosos que favorecen esta teoría.

## Capítulo 6
Ahora exhorto a quienes lean este libro a que no se depriman por tales calamidades, sino que reconozcan que estos castigos no fueron diseñados para destruir, sino para disciplinar a nuestro pueblo. De hecho, es una muestra de gran bondad no dejar en paz a los impíos durante mucho tiempo, sino castigarlos inmediatamente.

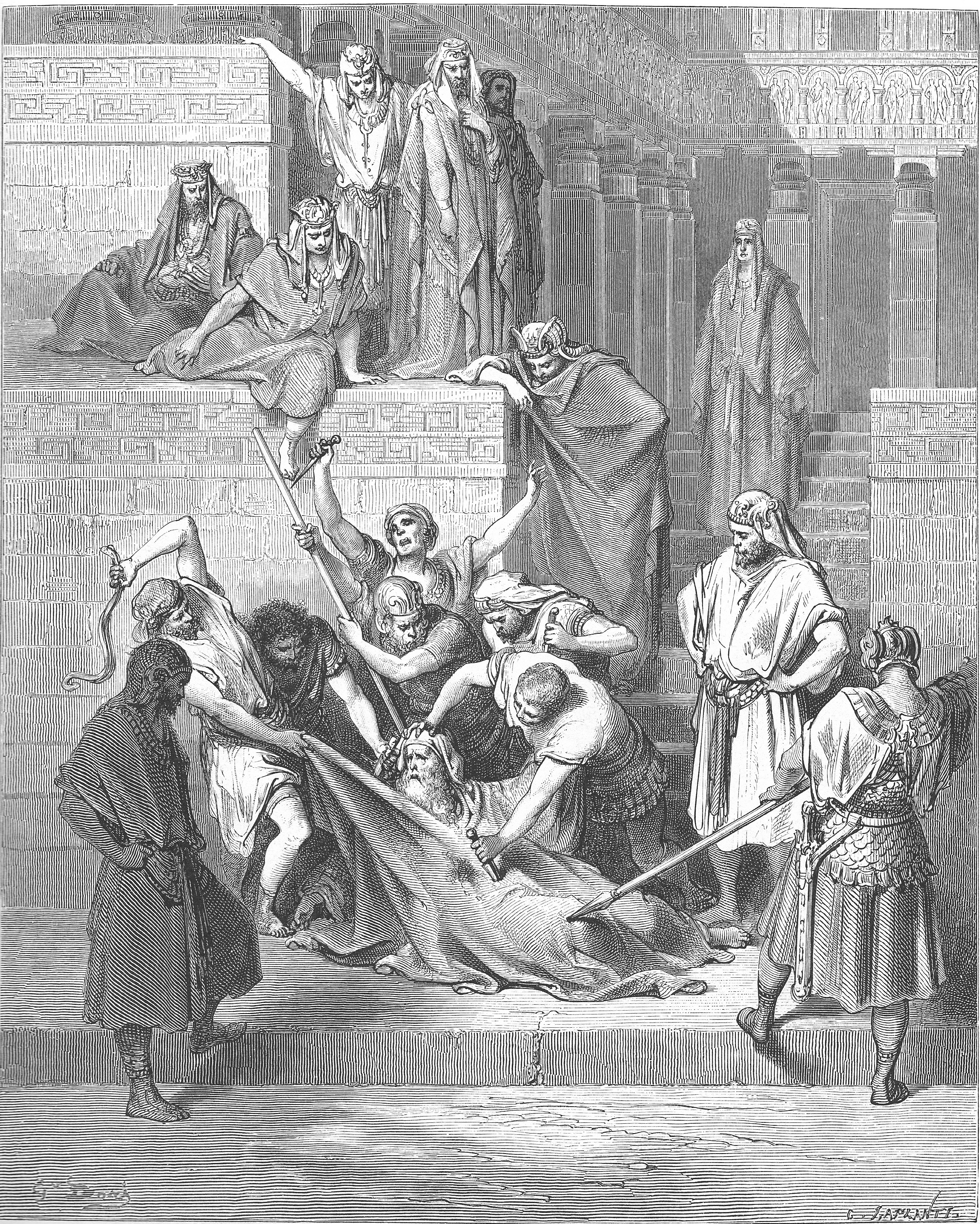
El martirio de Eleazar. Ilustración de 1866 de Gustave Doré.

La situación sigue deteriorándose en el capítulo 6. El rey promulga decretos que prohíben la práctica del judaísmo tradicional. Envía a Gerón el ateniense para hacerlos cumplir. Gerón añade el culto a Zeus al Templo de Jerusalén en su papel de Zeus Olímpico (Zeus como rey de los dioses), y al Templo de Argarizin (es decir, el templo samaritano del monte Gerizim) el culto a Zeus Xenios (Zeus como patrón de los extranjeros y los viajeros). El altar del templo fue profanado y los judíos fueron obligados a celebrar la fiesta de Dioniso. Se imponen castigos horribles a quienes se niegan. Las mujeres que circuncidan a sus hijos son arrojadas desde las murallas de la ciudad y dos hombres sorprendidos observando el sabbat son quemados vivos.
La narración entra en algunos detalles sobre el mártir Eleazar, descrito como un destacado escriba de avanzada edad. Al parecer, se había impuesto la norma de que el consumo de carne de cerdo debía hacerse en público, al menos en el caso de miembros destacados de la comunidad como Eleazar. Los judíos que aplicaban este edicto dispusieron que se le proporcionara carne kosher debidamente preparada para que pudiera comerla, de modo que aparentara cumplir la norma y evitar el castigo, al tiempo que se respetaba la ley judía. Sin embargo, Eleazar rechaza la oferta, diciendo que no desea que los jóvenes se lleven una impresión equivocada y piensen que ha abandonado la ley. Es torturado hasta la muerte, pero muere como un ejemplo de virtud.
«Gerón el ateniense» solo se menciona en el libro de 2 Macabeos, y la redacción es algo confusa; también podría leerse como «el anciano Ateneo». Aunque Atenas no formaba parte del Imperio seléucida, Antíoco IV había pasado parte de su vida en el exilio allí, donde presumiblemente hizo amigos y aliados. Como parte de la Grecia continental, habría tenido legitimidad y prestigio a los ojos de los aristócratas étnicamente griegos del Imperio seléucida, por lo que enviar a un ateniense para supervisar las reformas religiosas es plausible.
En general, la historicidad de las persecuciones descritas en 2 Macabeos es indiscutible. Varias otras fuentes coinciden en que hubo una persecución (por ejemplo, 1 Macabeos, Daniel, el Testamento de Moisés, Josefo, Tacito, Diodoro), y 2 Macabeos se considera una fuente valiosa de detalles. La prohibición de la circuncisión y la observancia del sábado por parte de Antíoco tiene sentido, ya que estas eran las prácticas judías más conocidas en las fuentes paganas y, por lo tanto, habrían llamado su atención. Una afirmación sobre la naturaleza de la persecución que se discute se encuentra en el versículo 7, que dice que los judíos fueron obligados a adorar a Dioniso y a celebrar mensualmente el cumpleaños del rey. 1 Macabeos sí dice que se exigían sacrificios mensuales, pero se sospecha que el epitomista egipcio está tratando de explicar estos sacrificios utilizando costumbres del Egipto ptolemaico que les eran familiares. Las celebraciones mensuales del cumpleaños del rey eran efectivamente una costumbre ptolemaica, pero están menos documentadas en el mundo helenístico en general, aparte de la mención que se hace aquí en 2 Macabeos; se discute si esto se debe simplemente a la pérdida de pruebas o a un error del epitomista. Del mismo modo, aunque el culto a Dioniso era popular en el Egipto ptolemaico y entre sus gobernantes, los seléucidas consideraban a Zeus su divinidad protectora. Los registros del culto seléucida a Dioniso son escasos y de poca importancia. En la medida en que Antíoco IV adoraba a otros dioses además de Zeus, Apolo parece haber sido su favorito. Aunque es posible que Gerón el Ateniense trajera el culto a Dioniso desde Atenas, donde también era popular, la explicación más sencilla es que el compilador no sabía que Dioniso era mucho más popular en Egipto que en el Imperio seléucida.
Los mártires son claramente venerados por el autor de 2 Macabeos, como corresponde al judaísmo de la diáspora y al cristianismo primitivo posterior, donde el martirio era la máxima expresión de devoción y lealtad posible. Esto difiere de 1 Macabeos, que es sustancialmente más despectivo con los mártires, considerándolos parte del problema. Para 2 Macabeos, los mártires son una forma de demostrar a Dios que los judíos siguen siendo leales y están dispuestos a reconciliarse con Él. El papel de Eleazar puede compararse con el de Matatías en 1 Macabeos: un anciano que se opone públicamente a los seléucidas, ya sea muriendo para defender la ley de Dios, como en este libro, o matando a quienes se oponen a él, como hace Matatías en 1 Macabeos.
La escena se ha comparado con la muerte de Sócrates, ya que ambas son ejemplos de los ideales helenísticos de una muerte noble y digna. Eleazar hace una declaración final de sus principios, como si fuera un acusado en un juicio y llamara a Dios como testigo.

## Capítulo 7
Estamos dispuestos a morir antes que transgredir las leyes de nuestros antepasados.

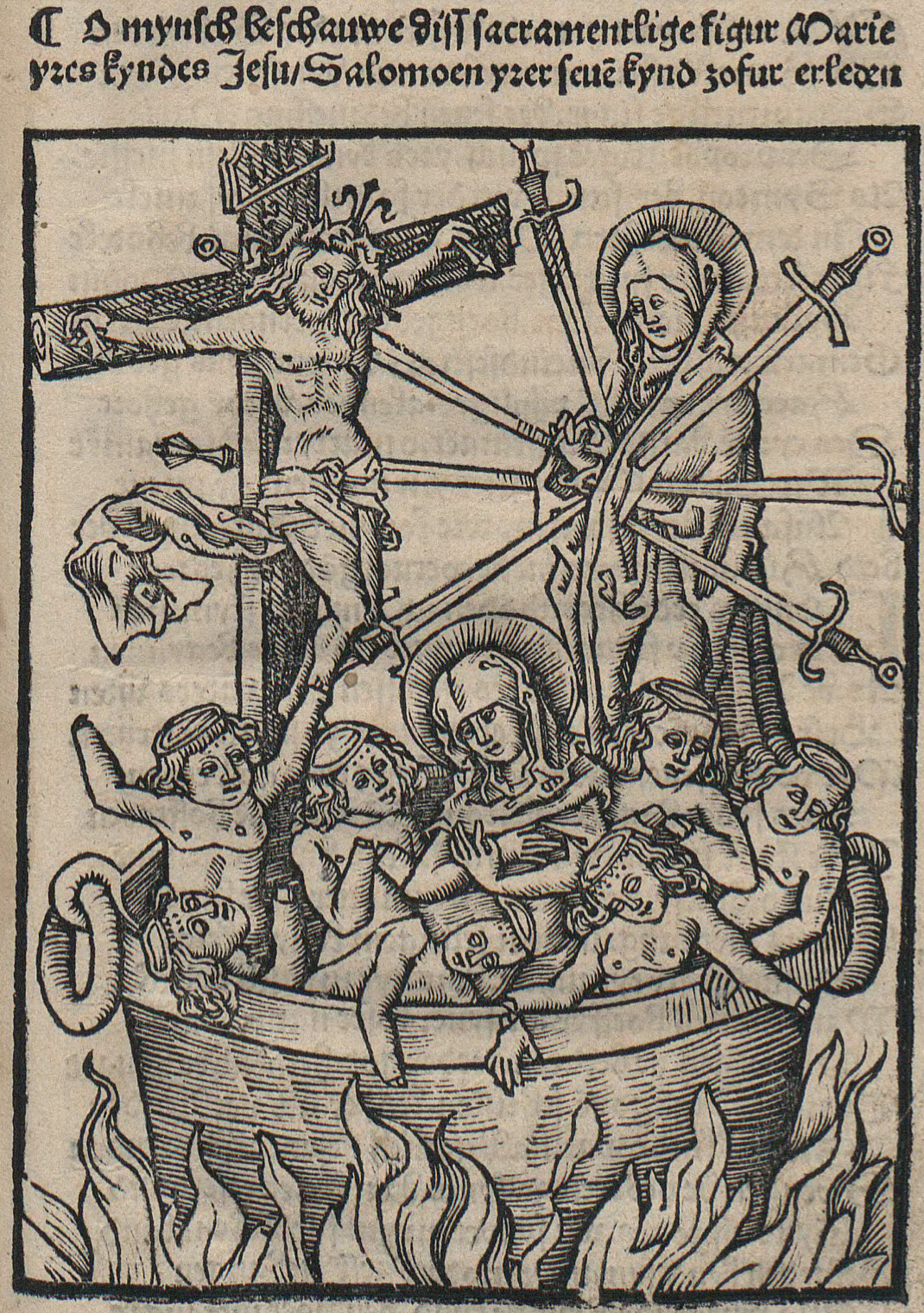
Los cristianos consideraban a los mártires como precursores de la muerte de Jesús. Esta representación alemana de 1517 muestra a Jesús crucificado mientras la madre y sus siete hijos son asados en un caldero hirviendo.

Antíoco IV supervisa personalmente la tortura de la mujer y sus siete hijos, que habían sido arrestados. El grupo es azotado y se les ordena violar la ley judía comiendo cerdo, a lo que se niegan. Se prepara un caldero al rojo vivo y al primer hermano le cortan las manos y los pies, antes de arrojar el resto de su cuerpo al caldero para que muera quemado. El segundo, tercer, cuarto, quinto y sexto hermano son torturados de forma similar; les arrancan el cuero cabelludo y les cortan las extremidades antes de arrojarlos al caldero para que mueran quemados, aunque no sin antes declarar su devoción a Dios, afirmar que Antíoco y sus descendientes sufrirán lo mismo y decir que Dios los resucitará algún día. La madre anima a sus hijos a seguir desafiando a Antíoco durante todo este tiempo. El más joven es salvado para el final; Antíoco anima a la madre a que lo convenza al menos para que obedezca, pero ambos continúan con su desafío. Enfurecido, Antíoco trata al más joven peor que a todos los demás, y el último hijo y la madre mueren.
El capítulo 7, y el martirio de Eleazar que lo precede inmediatamente, es sin duda la sección más famosa de 2 Macabeos, y aparece en devociones, literatura, arte y teología mucho más tardíos. Proporcionó un arquetipo para los mártires judíos y cristianos de siglos posteriores, que se mantendrían firmes en sus creencias incluso a costa de sus vidas. Han aparecido versiones secundarias en obras como 4 Macabeos o interpretaciones independientes en el midrashim judío. Eleazar dijo que no quería dar mal ejemplo a los jóvenes aparentando cumplir los decretos; este capítulo es una «respuesta» inmediata a esta declaración, que muestra a los jóvenes manteniéndose firmes en su judaísmo a pesar de la amenaza de terribles torturas. La inclusión de la madre muestra que el martirio no era solo para los jóvenes y los ancianos, sino también para ambos sexos. Funciona como punto de apoyo de la estructura dramática del libro: mientras que antes Dios castigaba a los judíos, tras la determinación de los mártires, los judíos se reconcilian con Dios, y este pasa a ayudarles a recuperar su religión, como ya había hecho antes en la historia de Heliodoro y el Templo en el capítulo 3.
Al igual que el comentario del epitomista en el capítulo 6 de que Dios está mostrando misericordia a los judíos al castigarlos breve y severamente por haberse desviado, el hijo menor lo dice directamente: «Si nuestro Señor vivo se enoja por un momento, para reprender y disciplinar, volverá a reconciliarse con sus propios siervos». Se vuelve a enfatizar la opinión del epitomista de que Dios controla el mundo e incluso los sufrimientos de los judíos son su voluntad, y que Antíoco solo es un instrumento de Dios. La actitud del epitomista hacia Antíoco, aunque obviamente hostil, es compleja. El epitomista describe a Antíoco más como enfurecido y esclavo de sus emociones que como un ser despiadado y malvado. Mientras los hermanos amenazan a Antíoco con futuras torturas impuestas por Dios como castigo por sus acciones impías, el hermano menor también expresa el deseo de que Antíoco, algún día, después de sufrir sus propias aflicciones impuestas como castigo divino, confiese que solo el dios judío es Dios.
Este capítulo es una de las primeras obras de la literatura judía que sugiere directamente la futura resurrección de los justos. El Libro de Isaías ya había tratado anteriormente la resurrección del «siervo sufriente» y fue un precursor influyente, aunque a menudo se interpretó como una referencia a la resurrección de la nación de Israel como entidad en aquel momento. Tanto 2 Macabeos como el Libro de Daniel replantean la resurrección a un nivel más personal: los justos, aunque sufran durante la persecución, serán devueltos por Dios y sus muertes injustas serán revocadas. Probablemente se trataba de una forma de actualizar la visión de la historia del deuteronomista, que sugería que los justos serían recompensados y los malvados castigados; una resurrección futura garantizaría que los justos fueran finalmente justificados, aunque fuera con retraso.
Una cuestión teológica menos importante y posiblemente involuntaria es que la madre le dice a su hijo superviviente que Dios no creó los cielos y la tierra «a partir de cosas que existían». En contexto, la intención es mostrar que toda la vida proviene de Dios y vuelve a Él; algunos teólogos cristianos posteriores citaron el pasaje como respaldo de la doctrina de la «creatio ex nihilo», la postura de que Dios creó todo el universo.
Si bien la historicidad básica de los mártires asesinados durante la persecución es indiscutible, no se considera que los detalles de la historia sean particularmente precisos. Es probable que Antíoco no supervisara personalmente las torturas ni mantuviera conversaciones con los que iban a ser torturados, y aunque lo hubiera hecho, el diálogo registrado seguramente se mejoró para que fuera más elocuente, como era habitual en las historias de la época, que solían inventar diálogos apropiados para cada escena. El hecho de que el rey aparezca directamente en lugar de algún lacayo que ejecute su voluntad es también típico de este tipo de historias, para enfatizar mejor su culpabilidad. Los detalles pueden ser una referencia a Jeremías 15:9, que menciona la muerte de una mujer que dio a luz a siete hijos.

## Capítulo 8
Tan pronto como Macabeo organizó su ejército, los gentiles no pudieron resistirle, porque la ira del Señor se había convertido en misericordia. Llegando sin previo aviso, incendiaba ciudades y pueblos. Capturaba posiciones estratégicas y ponía en fuga a no pocos enemigos. Encontró que las noches eran las más propicias para tales ataques. Y la noticia de su valor se extendió por todas partes.

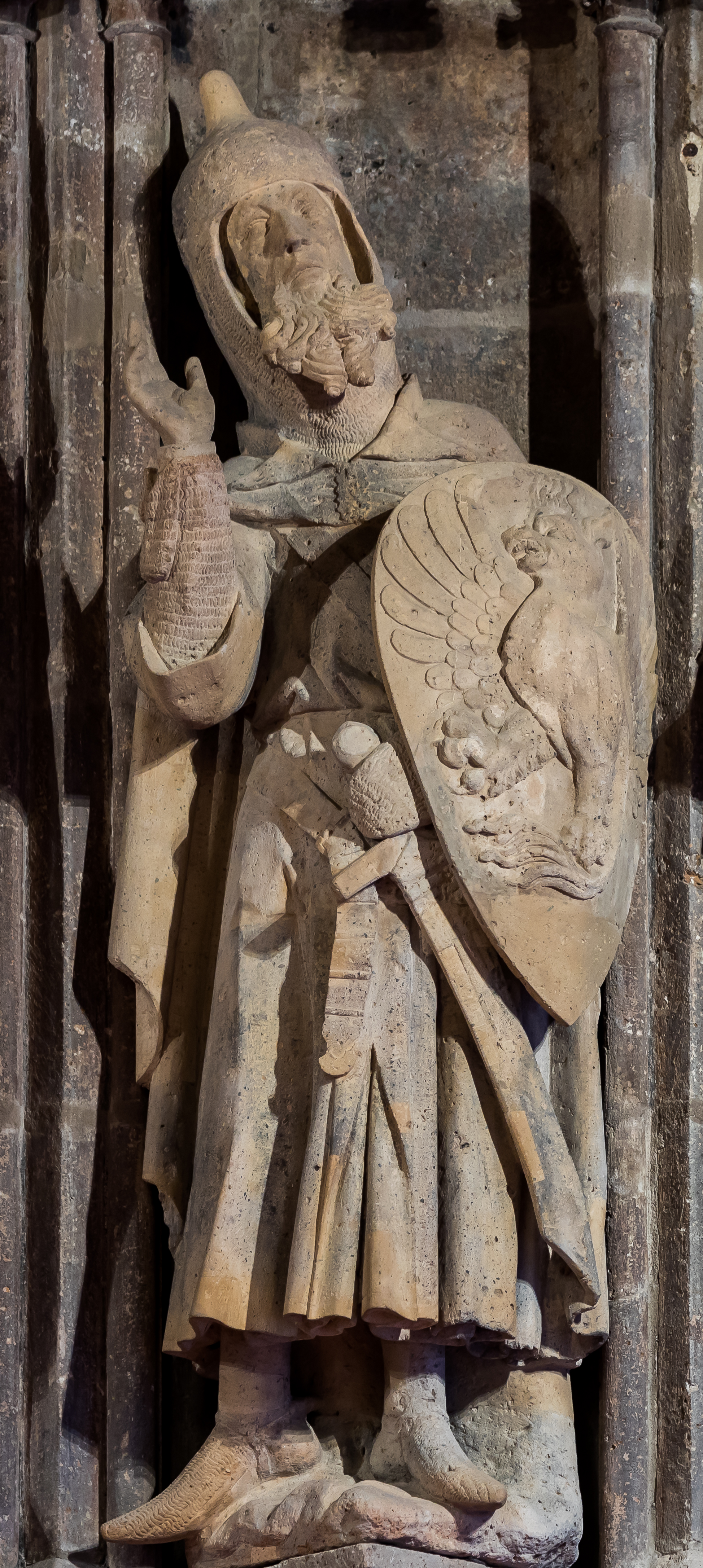
Una estatua medieval de Judas Macabeo como uno de los Nueve Valientes en Colonia, Alemania.

Este es el primer capítulo del libro que describe la lucha militar contra los seléucidas liderada por Judas Macabeo. Judas forma un ejército movido por el odio al mal y respaldado por la voluntad de Dios. Filipo, gobernador seléucida de Jerusalén, pide refuerzos para derrotar al ejército de Judas. Los generales seléucidas Nicanor y Gorgias responden y lideran una expedición para atacar Judea. También pretenden esclavizar a los judíos, venderlos y utilizar los fondos para pagar la deuda que tienen con los romanos (presumiblemente una referencia al tributo exigido por el Tratado de Apamea). Antes de la batalla contra Nicanor, Judas pronuncia un discurso en el que cita otros casos en los que Dios permitió que fuerzas más pequeñas triunfaran sobre otras más grandes. Cita una batalla de la época de Senaquerib en la que murieron 185 000 soldados, junto con una historia de una batalla en Babilonia contra los gálatas en la que 6000 soldados derrotaron a 120 000 gálatas, matando cada soldado a 20 personas. Judas y sus hermanos se dividen en cuatro divisiones y matan a 9000 soldados seléucidas durante la batalla (presumiblemente una referencia a la batalla de Emaús en 165 a. C.). La única razón por la que la derrota no es más completa es que es el día antes del sabbat y los judíos no desean continuar la persecución durante el día de descanso. Irónicamente, toman el tesoro de aquellos que habían venido a esclavizar a los judíos por dinero y distribuyen la primera parte como caridad a los maltratados, las viudas y los huérfanos antes de repartirse el resto entre ellos. Nicanor se retira a Antioquía, humillado.
El enfoque del libro difiere de los mismos acontecimientos relatados en 1 Macabeos; relega los detalles de la lucha a unos pocos versículos cortos y, en su lugar, llena el texto con asuntos más religiosos, como un discurso que cita precedentes bíblicos, una lectura de la Torá antes de la batalla y la distribución de limosnas después de la batalla. También es notable que no se mencione a Matatías, el padre de Judas. 1 Macabeos estaba interesado en construir la dinastía hasmonea, lo que hace que Matatías sea importante como su patriarca; 2 Macabeos tiene poco interés en la política dinástica y no lo menciona en absoluto. El autor suaviza el hecho de que Judas probablemente luchara contra otros judíos al principio de la revuelta, al no dejar claro a quién atacaba exactamente ni qué ciudades incendiaba. 1 Macabeos llama a los enemigos contra los que luchó Judas al principio «pecadores», «sin ley» e «impíos», lo que sugiere que luchaba contra judíos hostiles considerados insuficientemente tradicionalistas para los macabeos. Además, 2 Macabeos centra la atención en Nicanor en la batalla de Emaús; Nicanor desempeña un papel importante como antagonista a lo largo de 2 Macabeos. 1 Macabeos analiza más el papel de Gorgias en esta batalla. Se presume que la afirmación de que fueron derrotados 9000 soldados es una exageración, una técnica que el autor utiliza repetidamente a lo largo de la parte de la historia dedicada a la historia militar, en la que habitualmente se recogen cifras de bajas enemigas mucho mayores que en 1 Macabeos. Los autores antiguos de todas las nacionalidades solían exagerar el tamaño de los ejércitos enemigos en sus obras con fines retóricos.
El autor muestra directamente a Dios respondiendo a la oración de la madre y sus siete hijos en 7:38, escribiendo que, tal y como esperaban, la ira de Dios hacia los judíos se ha convertido en misericordia (8:5). Con la ayuda de Dios, Judas derrotará a todos los que se interpongan en su camino, sin importar las probabilidades.
En el versículo 8 se menciona a una persona llamada Ptolomeo como gobernador de Coele-Siria y Fenicia, probablemente la misma persona que Ptolomeo Macron mencionada en 10:12-13. También se menciona a un «Ptolomeo hijo de Dorimeno» en 4:45 y 1 Macabeos 3:38; se discute si se trata de nombres diferentes para la misma persona o de dos personas distintas.
Judas menciona batallas anteriores en su discurso; la alusión a Senaquerib es una referencia al asedio asirio de Jerusalén, mencionado tanto en 2 Reyes 19 como en Isaías 37. Se desconoce a qué batalla se refiere Judas en su discurso sobre una lucha anterior contra los gálatas en Babilonia, si es que existe algún precedente histórico. Los gálatas se concentraban en Asia Menor (la actual Anatolia), por lo que no es obvio qué estarían haciendo en Babilonia: ¿servir como mercenarios? ¿Formaban parte de una guerra civil seléucida anterior? Los gálatas tenían fama de ser guerreros aguerridos en aquella época, por lo que derrotarlos (¿por algún ejército judío que también había acabado en Babilonia? ¿Por nobles gentiles?) habría sido una hazaña impresionante, aunque la afirmación de que cada soldado mató exactamente a veinte enemigos parece más numerológica que histórica.
Los versículos 30-33 cuentan cómo murieron los soldados al mando de Timoteo y Bacchides, junto con el filarca (literalmente «líder tribal», aunque aquí quizá signifique más bien subcomandante) de Timoteo. Timoteo se ve obligado a una retirada humillante similar a la de Nicanor. Esto ocurre antes de que Timoteo haya sido introducido en la narración; parece haber sido colocado aquí debido a la división similar del botín y las armas con respecto a la historia de Emaús, o porque el autor veía el destino de Timoteo como similar al de Nicanor y una forma útil de enfatizar el punto. Probablemente se trate de un «flash-forward» de los acontecimientos descritos en el capítulo 12 y no debe interpretarse como algo que ocurre directamente después de Emaús, a pesar de la mención en el capítulo 9. Los estudiosos discuten si hay un solo Timoteo o dos. Bezalel Bar-Kochva sostiene que solo hay un Timoteo; Jonathan Goldstein sostiene que el Timoteo del capítulo 8 y 12 es una sola persona, mientras que el que fue asesinado en Gazara en el capítulo 10 es otra persona distinta;  Robert Doran sostiene que hay dos Timoteos en el texto de 2 Macabeos, pero no opina sobre a cuál se refiere el capítulo 8.
Se menciona a una persona llamada Bacchides que trabajaba con Timoteo. Este era un nombre bastante común en la época, por lo que no está claro si este Bacchides es el mismo Bacchides mencionado en 1 Macabeos.

## Capítulo 9
Así, el asesino y blasfemo, tras soportar un sufrimiento aún más intenso que el que había infligido a otros, llegó al final de su vida con un destino de lo más lamentable, entre las montañas de una tierra extraña.

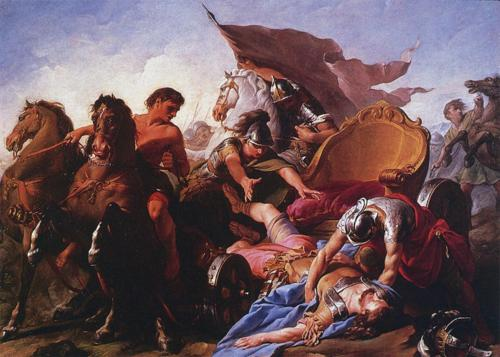
«Antíoco cayendo de su carro», obra del de Noël Hallé.

El noveno capítulo trata de la muerte de Antíoco IV Epífanes, detallando con regocijo sus derrotas, enfermedades y sufrimientos como forma de castigo divino. Es derrotado por una turba persa mientras intentaba robar otro templo en Persépolis y se ve obligado a retirarse de forma vergonzosa. Mientras se encuentra en Ecbatana, Antíoco recibe la mala noticia de la derrota de Nicanor en Emaús y decide castigar a los judíos. Es golpeado por una enfermedad divina en las entrañas después de blasfemar con la amenaza de convertir Jerusalén en un vasto cementerio judío. Le sobrevienen más calamidades: se cae de un carro y sufre heridas graves; le salen gusanos por los ojos y su carne se desintegra mientras aún está vivo, desprendiendo un hedor espantoso. Antíoco se arrepiente y jura liberar Jerusalén, elevar a los judíos al rango de griegos, devolver los tesoros saqueados del Templo y convertirse él mismo al judaísmo. Escribe una carta a los judíos garantizándoles sus derechos y privilegios. Luego muere, en tierra extranjera, en medio de las montañas. Su asistente Felipe lleva el cuerpo de vuelta a Siria, pero luego huye al Egipto ptolemaico.
La historicidad básica de lo que se describe es bastante plausible: que Antíoco emprendió una campaña en Oriente, participó en el saqueo de un templo, enfermó y murió. Fuentes no judías confirman estos elementos. Además, los historiadores coinciden en general con la cronología implícita en 2 Macabeos, según la cual la muerte de Antíoco tuvo lugar antes de la purificación del templo, lo que parece corroborar la evidencia arqueológica, en contra de la cronología dada en 1 Macabeos, según la cual esto ocurrió después. Sin embargo, se suele considerar que los detalles y citas específicos son literarios y no históricos. Se considera muy improbable que la sección en la que Antíoco escribe una epístola en su lecho de muerte concediendo derechos a los judíos sea histórica, ya que es exactamente lo que los judíos de la época más querrían inventar: un documento que declarara que sus derechos y privilegios estaban protegidos por decreto real. La referencia a Persépolis también puede ser confusa o errónea, ya que las fuentes griegas no relacionan Persépolis con la expedición. Persépolis había sido saqueada y destruida en su mayor parte por Alejandro Magno siglos antes, lo que lleva a preguntarse si quedaba algo que valiera la pena llevarse de las ruinas. Además, Persépolis se encuentra a cientos de kilómetros de Elymais, donde se cree que Antíoco llevó a cabo el saqueo. Es posible que el autor eligiera una ciudad persa famosa si sabía que Antíoco se encontraba en Persia sin más detalles, o que se tratara de un error del escriba, que confundió «Persis» con una ciudad en lugar de una región. Sin embargo, Ecbatana, la capital de Media, está más cerca de Elymais, por lo que se considera más probable que sea histórica.
El género que detalla las penas y muertes de villanos que pensaban que podían desafiar a Dios continuaría en obras posteriores, siendo el capítulo 9 uno de los primeros (o incluso el primero) ejemplos. “”De mortibus persecutorum“” es un famoso ejemplo cristiano del género del siglo IV. Que los gusanos afligieran a un gobernante malvado se convirtió en un motivo común en el género entre escritores de todas las religiones: Sila (por una fuente pagana, Plutarco), la reina Pheretima de Cirene (por una fuente pagana, Heródoto, pero quizás conocida por Jasón de Cirene), Herodes el Grande (por una fuente judía, Josefo), Herodes Agripa (por una fuente cristiana, el Libro de los Hechos), y otros son descritos como sufriendo de gusanos en su camino hacia un final miserable. Entre los precedentes en las escrituras hebreas, Isaías 14 menciona que el malvado rey de Babilonia será infestado por gusanos, aunque después de su muerte. La referencia a una enfermedad de las entrañas puede ser una referencia al rey Joram de Judá, otro tirano malvado afectado por una enfermedad divina, aunque también puede ser una referencia indirecta a los mártires del capítulo 7, según la cual obligar a los judíos a comer cerdo corrompería sus entrañas, por lo que es justo que las entrañas del propio Antíoco se corrompan.
Jonathan Goldstein sostiene que el epitomista ajustó el relato para intentar apoyar la profecía del Libro de Daniel en la medida de lo posible. El Libro de Daniel describe el fin del Rey del Norte en 11:44-45: «... saldrá con gran furia para traer la ruina y la destrucción total a muchos. Plantará sus tiendas palaciegas entre el mar y el hermoso monte santo. Sin embargo, llegará a su fin, sin nadie que le ayude». El epitomista describe a Antíoco como una persona esclava de sus emociones, con una «gran furia» similar en 9:4, y que el hedor de su carne en descomposición había repelido incluso a sus sirvientes, dejándolo solo. Además, el reconocimiento de Antíoco del poder de Dios refleja las descripciones de Daniel de varios reyes, incluso antagonistas, que finalmente se ven obligados a admitir la soberanía superior de Dios.
La muerte de Antíoco cumple la predicción hecha por el hermano menor de los mártires en 7:35-37, de que Antíoco sufriría un justo castigo por su arrogancia, y que las pruebas y las plagas le harían confesar el poder del Dios judío.

## Capítulo 10
...la purificación del santuario tuvo lugar, es decir, el vigésimo quinto día del mismo mes, que era Chislev. Lo celebraron durante ocho días con regocijo, a la manera de la fiesta de los tabernáculos... Decretaron por edicto público, ratificado por votación, que toda la nación judía observara estos días cada año.

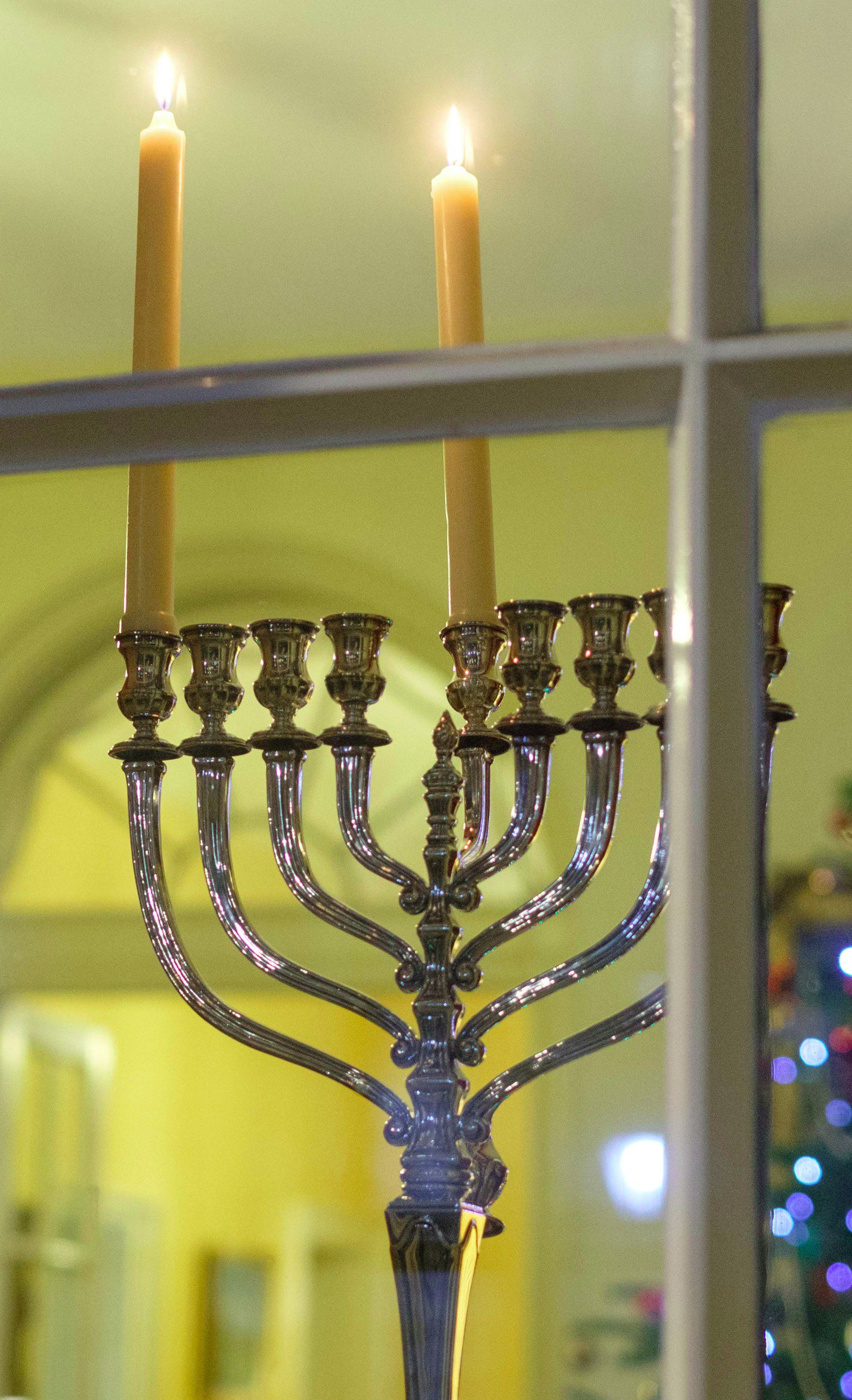
Una menorah encendida o Hanukiah. La purificación del templo se conmemoraría más tarde como la fiesta de Hanukkah.

El capítulo 10 comienza con la purificación del Templo por Judas Macabeo después de tomar el control de Jerusalén. Este sería el origen de lo que hoy se conoce como la fiesta de Hanukkah, una celebración de ocho días que conmemora la recuperación del Templo. Volviendo a la política seléucida, el joven hijo de Antíoco, Antíoco V Eupátor, es ahora rey, y Lisias es nombrado regente. El gobernador Ptolomeo Macron (un antiguo funcionario ptolemaico que desertó y entregó Chipre a los seléucidas en la Sexta Guerra Siria) intenta restablecer las relaciones con los judíos, pero es acusado y socavado por los “”philoi“” («amigos») del rey, y obligado a suicidarse. Es sustituido por Gorgias, hostil hacia los judíos, que contrata mercenarios para atacarlos. Los judíos también luchan contra los idumeos al sur. Judas lidera una expedición para atacarlos y los derrota, matando a más de 20 000 idumeos. La lucha se ve interrumpida por algunos comandantes judíos que aceptan pagos para permitir la huida de algunos idumeos; cuando Judas lo descubre, ordena ejecutar a los judíos como traidores, luego conquista dos torres defendidas por los idumeos y mata a otros 20 000. Judas lucha entonces contra un comandante llamado Timoteo (¿quizás Timoteo de Amón?), que invade Judea con el apoyo de mercenarios extranjeros. Las fuerzas de Judas lo derrotan en batalla, con la ayuda de cinco jinetes celestiales con bridas doradas. Mueren 20 500 soldados enemigos y 600 jinetes. Timoteo se retira a la fortaleza de Gazara (Gezer?). El ejército de Judas sitió Gazara. Tras cinco días, algunos jóvenes judíos distrajeron a los defensores con un asalto directo, lo que permitió a otros soldados escalar las murallas, incendiar las torres y abrir la puerta para el asalto judío. Timoteo fue encontrado escondido y asesinado, al igual que dos comandantes llamados Chaereas y Apollophanes. Los judíos cantan himnos de gratitud a Dios por concederles la victoria.
El capítulo es impreciso en su cronología y no especifica directamente las fechas de los acontecimientos que describe. Antíoco IV Epífanes murió a finales del año 164 a. C. No está claro cuándo tuvieron lugar exactamente las batallas descritas a continuación, aunque es probable que formaran parte de las campañas macabeas de 163 a. C. Otra cuestión cronológica es que los versículos 2-3 parecen indicar que los sacrificios se habían interrumpido en el templo durante un período de dos años antes de que Judas los reinstaurara. Si eso es lo que se quiere decir, contradice 1 Macabeos y Josefo, que parecen indicar que los sacrificios se interrumpieron durante un período de tres o tres años y medio.
El relato algo vago del reencendido del fuego del templo se debe probablemente a la creencia y la expectativa judías de que el fuego del altar estaba de alguna manera bendecido y, en teoría, debía provenir directamente de Dios mismo. Levítico 10 describe cómo Nadab y Abiú fueron incinerados por Dios por encender incorrectamente el fuego para un sacrificio, como ejemplo de la gravedad de este acto. El pasaje es algo ambiguo, ya que una lectura literal sería «encender piedras», pero parece insinuar que las chispas salieron volando de las piedras para volver a encender el fuego, añadiendo así el elemento milagroso esperado. La segunda carta a los judíos de Egipto, en el capítulo 2, amplía la teología de este reencendido.
El capítulo incluye una cantidad inusual de historia militar para el libro, en la que se analizan batallas y movimientos de tropas. Sin embargo, siguiendo la costumbre del epitomista, estos relatos están enmarcados por oraciones y hay una intervención divina. Al igual que en todo el volumen, el número de víctimas se considera enormemente exagerado. No está claro qué papel exacto desempeñó Gorgias en la lucha; 1 Macabeos lo sitúa en las ciudades costeras griegas de la época, en lugar de en Idumea. La mención del odiado Gorgias podría formar parte de la tendencia del autor de la diáspora a explicar las luchas de los judíos con los gentiles como resultado de líderes maliciosos. Aquí se describe a Timoteo como líder de una invasión de Judea, y Gezer se encuentra efectivamente en el oeste de Judea, cerca de la llanura costera. Esta invasión no se describe en ninguna otra fuente, y en particular no aparece en 1 Macabeos, que se apresura a celebrar las victorias de Judas. 1 Macabeos sí narra una campaña contra un comandante llamado Timoteo en Amón, incluida una batalla en una fortaleza llamada Jazer (aunque no se describe la muerte de Timoteo). Varios estudiosos creen que esta historia es, en realidad, un relato distorsionado de la campaña en Amón: o bien el autor de la diáspora no reconoció Jazer y lo sustituyó por Gezer, un error de traducción del hebreo al griego causó una confusión similar, o bien trasladó intencionadamente la invasión macabea de Amón a una defensa más dramática y defensiva de Judea contra una invasión. También es posible que ambos relatos sean correctos y que el problema sea más bien que 2 Macabeos describe los acontecimientos en un orden incorrecto. Se plantea una cuestión similar con el hecho de que se describe la muerte de Timoteo, a pesar de que aparece en el capítulo 12; no es fácil resolver si se trata de una secuencia desordenada de los acontecimientos, de dos Timoteos distintos o de un error manifiesto.
Entre los estudiosos que sostienen que el libro de 2 Macabeos fue escrito como respuesta a 1 Macabeos o por un fariseo enemigo de la dinastía asmonea, se cita como prueba la historia de Idumea, donde los hombres de Simón Thassi aceptan un soborno astronómico (70 000 dracmas era una suma gigantesca en aquella época) Judas regresa, ejecuta a los líderes que aceptaron el soborno y luego conquista él mismo las torres, se cita como prueba. Otros estudiosos no están de acuerdo en que esto fuera una crítica implícita a Simón (y, por extensión, a sus descendientes que gobernaron el reino hasmoneo) y solo ven el pasaje como una glorificación de Judas. Independientemente de si el relato tenía la intención de difamar a Simón o no, es coherente con la visión general del epitomista de Judas como un comandante imparable. Sus reveses siempre se deben a la malversación de otros.

## Capítulo 11
Macabeo, teniendo en cuenta el bien común, accedió a todo lo que Lisias le pedía. Porque el rey concedió todas las peticiones en favor de los judíos que Macabeo entregó por escrito a Lisias.

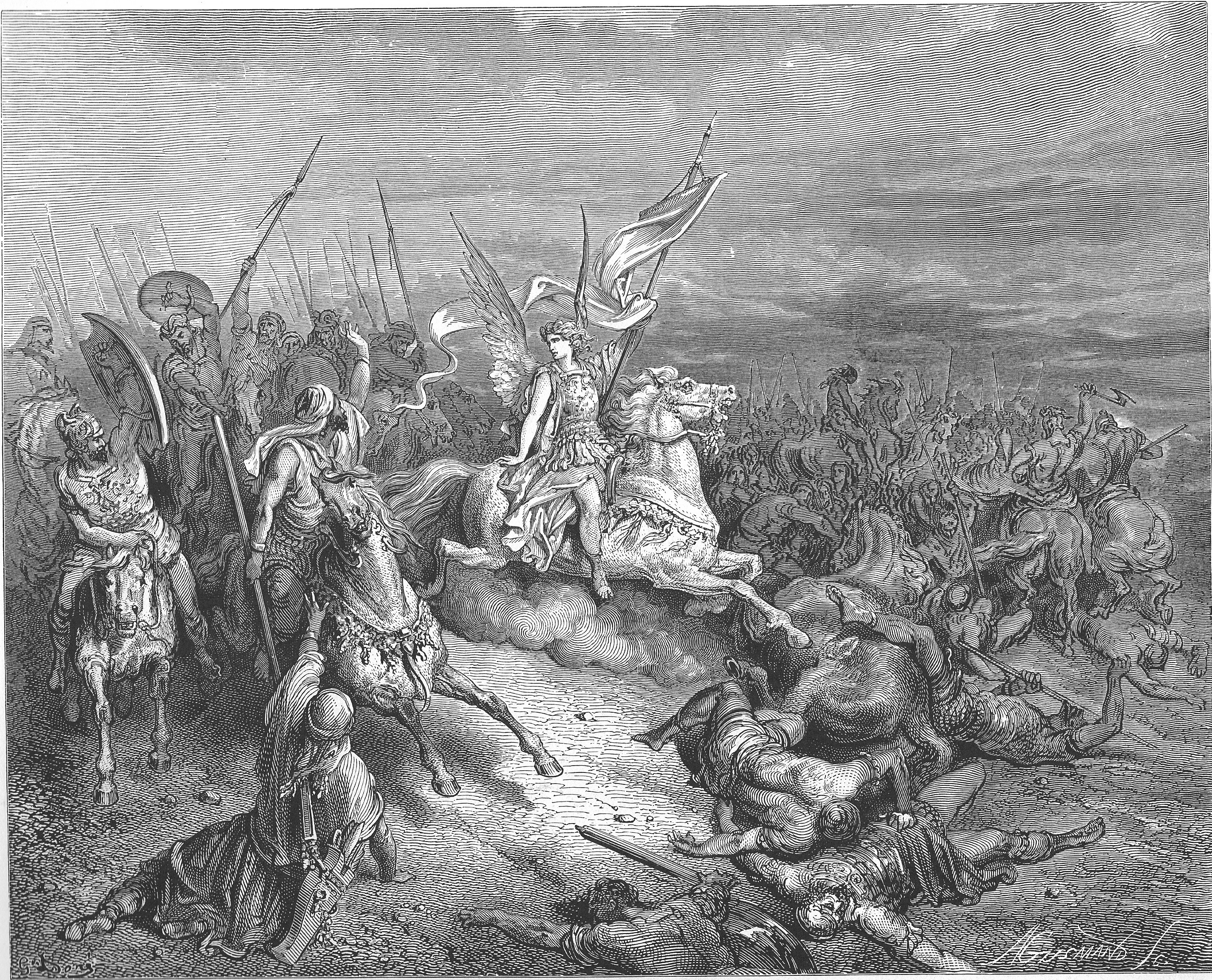
Un ángel ayuda a los macabeos en la batalla de Bet-Zur. Ilustración de Gustave Doré en 1866.

El capítulo 11 describe una expedición a Judea dirigida por el regente Lisias, tutor del joven rey Antíoco V. Lisias lidera un ejército de 80 000 hombres, toda su caballería y 80 elefantes de guerra para restaurar el control seléucida de Jerusalén. Judas y los judíos rezan a Dios para que los libere y envíe un ángel para defender Israel. Un misterioso jinete vestido de blanco y con armas doradas aparece cerca de Jerusalén para ayudar al ejército de Judas. Se produce la batalla de Beth-Zur; los macabeos y su aliado celestial obtienen una victoria rotunda, matando a 11 000 soldados y 1600 jinetes. Lisias y su expedición se ven obligados a retirarse vergonzosamente. Lisias, que no es tonto, se da cuenta de que los hebreos son invencibles y negocia el fin de las hostilidades. A continuación se proporcionan varios documentos de las negociaciones llevadas a cabo por los judíos en este periodo tras la derrota de Lisias. En ellos se recogen las promesas de poner fin a los decretos de Antíoco IV que prohibían las prácticas judías tradicionales y la oferta de una amnistía condicional. El documento final es el de las negociaciones con la República romana para una posible alianza.
La expedición de Lisias a Judea tras la purificación del Templo que se describe en este capítulo es posiblemente la misma expedición que se describe en el capítulo 13. Por el contrario, 1 Macabeos incluye dos expediciones separadas de Lisias que se detienen en Bet-Zur, pero una antes de la purificación del Templo en 164 a. C. y la otra después de la purificación del Templo en 162 a. C. Se discute si el epitomista afirma que solo hubo una expedición; que pensaba que hubo dos expediciones, pero que ambas tuvieron lugar después de la purificación del Templo; que hay una secuencia desordenada, ya que este pasaje describe la campaña previa a la purificación a pesar de estar situado más adelante; o que el epitomista simplemente cometió errores y mezcló acontecimientos separados de ambas campañas en una sola narración. La mención de 80 elefantes de guerra coincide con lo que Josefo dijo de la segunda expedición de Lisias, lo que sugiere que este relato se basa quizás en su mayor parte en la segunda expedición. Sin embargo, varios de los documentos posteriores tienen más sentido si se sitúan después de la primera expedición.
Como es habitual, no se da mucho crédito a la descripción de la batalla de Beth-Zur, y el número de tropas es enormemente exagerado, ya que habría sido imposible alimentar a un grupo tan gigantesco.  Daniel R. Schwartz sugiere que los capítulos 10 y 11 podrían provenir de alguna fuente secundaria distinta de la historia de Jason de Cirene, lo que explicaría por qué parecen duplicar material que se ve en otros lugares.
Las cartas se consideran auténticas y se encuentran entre las partes más útiles de 2 Macabeos para los historiadores. Coinciden con el estilo de lo que serían tales negociaciones, incluyendo frases vistas en la correspondencia de otros reyes helenísticos. También incluyen varias «admisiones contra interés» que sugieren que el epitomista incluyó incluso aspectos que podrían considerarse embarazosos para su mensaje. Por ejemplo, el tercer documento atribuye a Menelao el haber solicitado también una amnistía condicional. Dado que el epitomista considera claramente a Menelao un villano malvado, la razón más probable para incluir un pasaje en el que incluso Menelao suplica por los judíos sería, presumiblemente, el respeto a la veracidad. El cuarto documento es también una de las primeras pruebas de la intervención romana en los asuntos seléucidas. El historiador Polibio describe en sus Historias cómo el Senado romano trató de debilitar y someter al gobierno seléucida, y el hecho de que Roma alentara a los grupos disidentes con promesas encaja con lo que se sabe de la política exterior romana en ese periodo.
Los cuatro documentos de este capítulo no parecen estar en orden cronológico. El primero, el tercero y el cuarto están fechados en 148 SE, equivalente al otoño de 165 a. C. y otoño de 164 a. C. Sin embargo, se ha cuestionado que los meses puedan ser una confusión entre los meses del calendario ático y los del calendario macedonio antiguo. Cabe destacar que el primer documento hace referencia a un mes desconocido llamado «Dios Corinthos» (¿un mes renombrado de Dios?), y que el tercero y el cuarto tienen fechas idénticas, lo que sugiere la posibilidad de un error inicial del copista, que escribió incorrectamente la misma fecha dos veces. El segundo documento no tiene fecha, pero está en nombre de Antíoco V, lo que sugiere una fecha entre 163 y 161 a. C. Se han hecho varias reconstrucciones de las fechas.

## Capítulo 12
Por lo tanto, hizo expiación por los muertos, para que fueran liberados de su pecado.

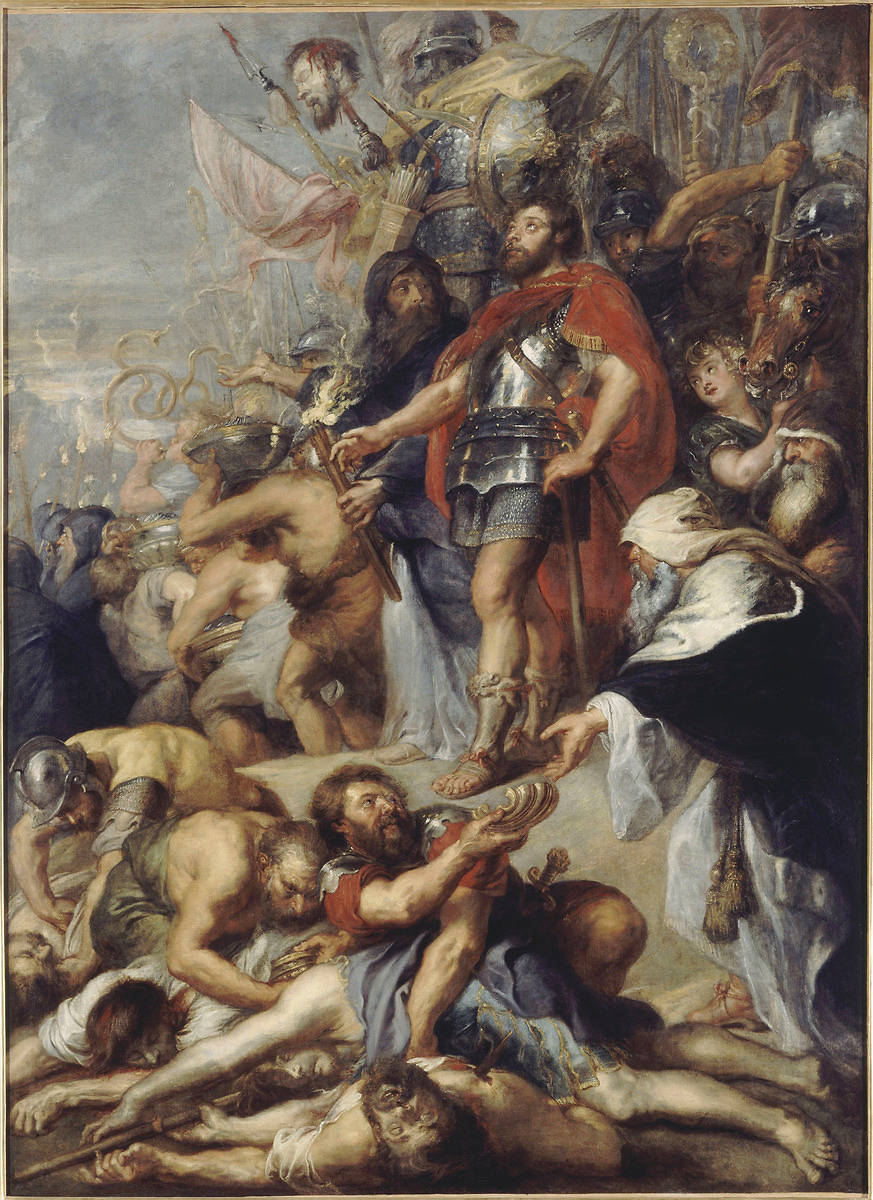
Una obra de mediados de la década de 1630 de Peter Paul Rubens. Tras una campaña en Idumea, algunos judíos cayeron ante las fuerzas de Gorgias; estos judíos murieron porque llevaban consigo ídolos. Judas hace una ofrenda por el pecado en compensación. Esta ofrenda se citaría en los siglos XV y XVI como defensa de la doctrina católica sobre el purgatorio y las indulgencias.

El capítulo 12 trata sobre las luchas entre los judíos y sus vecinos en la región de Palestina. La ciudad costera de Joppa atrae a los judíos locales a bordo de barcos y luego los hunde, matando a 200 personas. Judas se infiltra en la ciudad por la noche, incendia el puerto y los barcos, y mata a algunos lugareños para vengar la atrocidad. A continuación, quema los barcos en Jamnia como represalia por un incidente antijudío similar. Judas lucha contra un comandante llamado Timoteo, que cuenta con un ejército de árabes (nabateos). Tras derrotarlos, Judas firma un tratado informal con los árabes para que le proporcionen ganado. A continuación, Judas ataca la ciudad de Caspin (¿la actual Haspin?). Con la ayuda de Dios, toma la ciudad y masacra a sus habitantes. A continuación, Judas se dirige a las tierras controladas por los judíos tobias en Amón. Las fortalezas locales de Timoteo son conquistadas por los hombres de Judas. El propio Timoteo acampa en la ciudad de Carnion con un gigantesco ejército de 120 000 soldados de infantería y 2500 de caballería; sin embargo, el poder de Dios los hace huir y tropezar entre sí, hiriéndose con sus propias espadas. Las fuerzas de Judas matan a 30 000 soldados de Timoteo que huían, y el propio Timoteo es capturado. Sin embargo, es puesto en libertad a cambio de la promesa de liberar a los rehenes judíos. Tras capturar Carnion, las fuerzas de Judas descuartizan 25 000 cadáveres en el templo de Atergatis (una versión siria de la diosa Astarté, y un análogo aproximado de Artemisa en la cultura helenística), presumiblemente en referencia a los civiles que huían y fueron asesinados mientras buscaban refugio en el templo. Judas ataca entonces la ciudad de Efrón, la toma y mata a 25 000 habitantes. A continuación se dirige a Scythopolis, pero los judíos que allí se encuentran testifican que son bien tratados por los habitantes. Los hombres de Judas les dan las gracias y regresan pacíficamente a Jerusalén a tiempo para la Fiesta de las Semanas, también conocida como Pentecostés en griego.
Una vez finalizado el festival, los macabeos luchan contra Gorgias en Idumea, quien cuenta con un ejército de 3000 soldados y 400 jinetes. Aunque los macabeos acaban ganando gracias a la oración y la intervención de Judas, algunos de sus soldados mueren en la batalla. Los macabeos primero se purifican ritualmente después de entrar en contacto con los cadáveres. Tras investigar, se descubre que todos los soldados muertos llevaban en sus túnicas ídolos prohibidos saqueados en Jamnia (en lugar de destruirlos como debían), y que esta fue la razón por la que Dios permitió que cayeran. Judas recoge una ofrenda por el pecado para los caídos de entre sus hombres, de unas 2000 dracmas de plata, que se dona en Jerusalén. El capítulo termina afirmando que las oraciones por los muertos siguen siendo útiles debido a la resurrección venidera.
La narración refleja en su mayor parte la versión de estos acontecimientos que se cuenta en 1 Macabeos 5. Sin embargo, hay algunas diferencias. Las incursiones en Jope y Jamnia son exclusivas de esta versión y no se consideran particularmente plausibles desde el punto de vista histórico, ya que se trataba de ciudades fortificadas. Es plausible que se produjera algún tipo de pogromo judío, pero se considera poco probable que una incursión lograra penetrar en el puerto sin conquistar también la ciudad. Sin embargo, encajan con la perspectiva judía diaspórica del epítome, según la cual los judíos solo querían la paz y solo intervenían fuera de su territorio por necesidad, para castigar el mal y la perfidia. Esta reciprocidad se ve reforzada por el trato diferente que Judas da a las ciudades de Caspin y Efrón (que son destruidas) frente a la ciudad de Escitópolis y los árabes (a los que se les permite continuar en paz). Otra diferencia notable fue la explicación de por qué murieron algunos soldados judíos en los combates de Idumea. Para el epitomista, se debía a la impropiedad teológica y a los ídolos; para el autor de 1 Macabeos, era porque no estaban liderados por los asmoneos. Este libro también involucra a Judas en la lucha contra Gorgias desde el principio, mientras que en 1 Macabeos al principio fue dirigida por otros. Este relato también omite la historia de la campaña de Simón en Galilea occidental.
Un pequeño cambio en la narración sugerido por Daniel Schwartz y otros es que la historia de los versículos 17-19 sobre la visita a la tierra de los tobiados en Amón tendría más sentido cronológicamente si se situara entre los versículos 1-9 (la lucha en las ciudades costeras) y los versículos 10-12 (una breve batalla y luego la paz con algunos árabes), lo que hace que la geografía de los viajes encaje mejor. Robert Doran sugiere que el epitomista podría haber reorganizado las historias para proporcionar mejores paralelismos morales; Bezalel Bar-Kochva, más escéptico, propone que el epitomista simplemente se equivocó y no era fiable debido a su desconocimiento de la geografía de la región.
Un comandante llamado Timoteo aparece de nuevo en este capítulo; según los capítulos anteriores, los estudiosos discrepan sobre si este Timoteo debe identificarse con todos, algunos o ninguno de los demás referidos a un funcionario seléucida llamado Timoteo.
La insistencia en la importancia de la resurrección sugiere que el tema pudo haber sido una disputa teológica relevante en la época. Según tanto Josefo como Hechos 23, los saduceos negaban la resurrección, mientras que los fariseos la apoyaban. Los pasajes que tratan de la resurrección aquí, así como en los mártires, han llevado a algunos estudiosos a ver 2 Macabeos como una obra farisea, o al menos influenciada por ellos; otros estudiosos, sin embargo, lo dudan y sugieren que la creencia judía en la resurrección era más amplia que la de los fariseos.
La práctica católica de rezar por los difuntos cita esta historia como respaldo bíblico. Parece que una diferencia teológica de la época era si el destino de los muertos estaba completamente sellado o si podía modificarse después de su muerte; 2 Macabeos, así como 1 Corintios 15 y La pasión de las santas Perpetua y Felicidad, creen que sí puede modificarse, mientras que el Libro de Enoc y el Evangelio de Lucas sugieren que no. Más controvertido aún, la ofrenda por el pecado de Judas se citaría como ejemplo de la eficacia de las indulgencias monetarias pagadas a la Iglesia católica en los siglos XV y XVI. La práctica de vender indulgencias, entre otros factores, provocó que Martín Lutero y otros reformadores iniciaran la Reforma protestante. Lutero condenó esta práctica y trató de desterrar 2 Macabeos y otras obras deuterocanónicas a los apócrifos no canónicos.

## Capítulo 13
[Lisias] recibió la noticia de que Filipo, que había sido dejado al frente del gobierno, se había rebelado en Antioquía; se sintió consternado, llamó a los judíos, cedió y juró respetar todos sus derechos, llegó a un acuerdo con ellos y ofreció sacrificios, honró el santuario y mostró generosidad hacia el lugar santo.

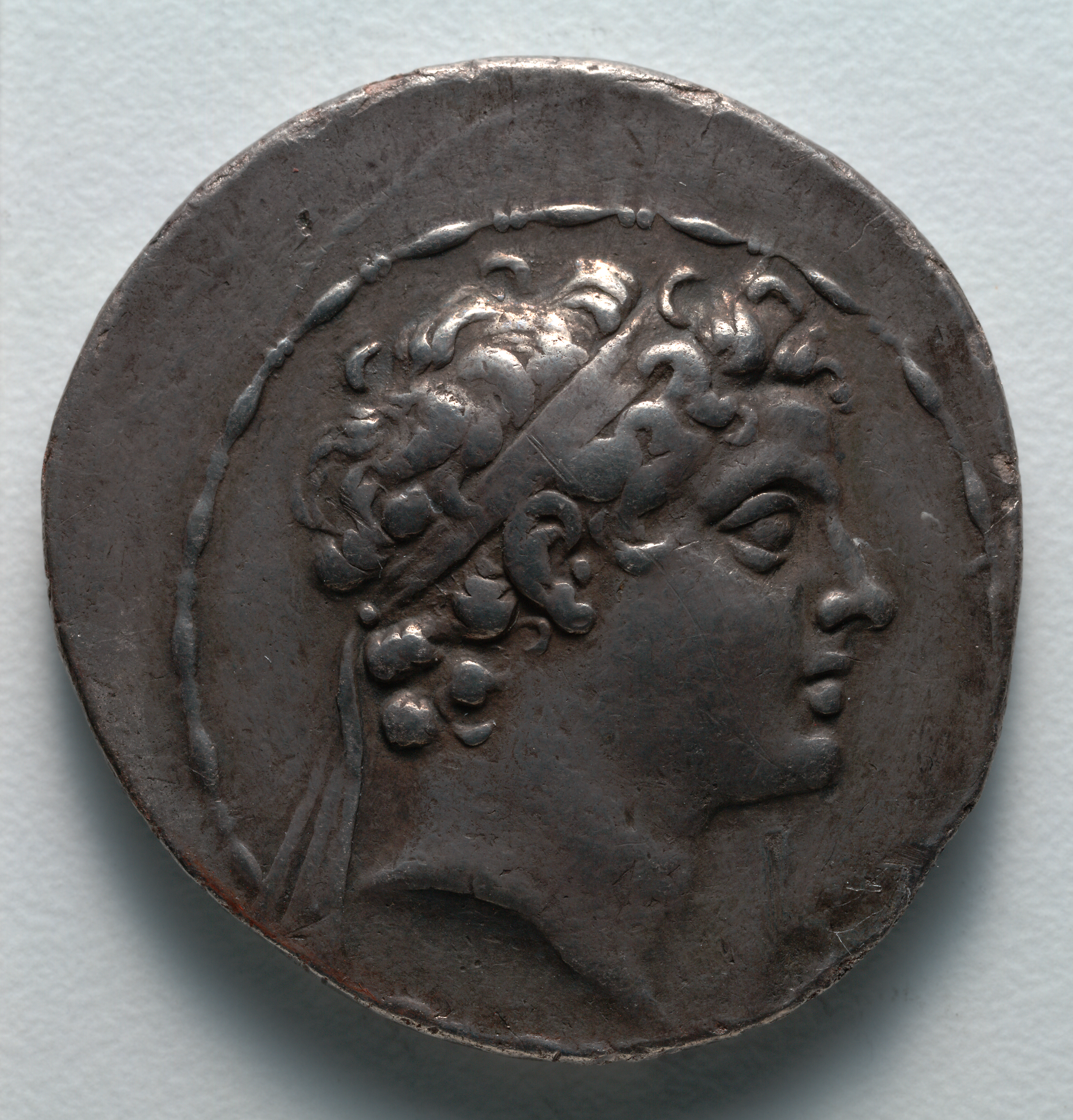
Anverso de una moneda de Antíoco V, el niño rey del Imperio seléucida entre 164 y 162 a. C.

El sumo sacerdote Menelao ha agotado la paciencia de Lisias y se ha ganado la condena de Dios. Lisias y Eupátor organizan su ejecución en Berea (la actual Alepo) arrojándolo a una torre llena de cenizas, para que su cuerpo no encuentre descanso en la tierra. Lisias lanza una expedición en Judea en nombre del joven rey Antíoco V Eupátor, respaldado por una gigantesca fuerza de 110 000 soldados de infantería, 5300 de caballería, 22 elefantes de guerra y 300 carros con guadañas. Acampado cerca de Modein, Judas lidera una «fuerza selecta» en una audaz incursión matutina, atacando y matando a 2000 hombres de la fuerza seléucida, así como a un elefante y su jinete, antes de retirarse. Lisias ataca con más cautela, esta vez cerca de Beth-Zur, y se ve obligado a retirarse tras varias batallas inconclusas. Un traidor judío llamado Rodoco es descubierto como espía y encarcelado. Lisias recibe la noticia de que Filipo, un rival político en la capital, Antioquía, ha renegado de la autoridad de Lisias y se ha rebelado. Se apresura a hacer las paces con los judíos para poder regresar y abordar el problema, y otorga al templo el honor que le corresponde. Se nombra un nuevo gobernador para la región; los ciudadanos de Ptolemais están profundamente descontentos con el tratado, pero Lisias los convence de que es lo mejor antes de regresar a Antioquía.
La historia de la ejecución de Menelao está posiblemente influenciada por el Libro de Ester, donde Amán prepara una horca de 50 codos de altura, la misma altura que la torre de cenizas. El versículo 4 llama a Dios «Rey de Reyes», un término poco común en el judaísmo helenístico, pero habitual en las historias de la época persa («Shahanshah»), como Ester. Además, Ester describe tres días de ayuno, al igual que el versículo 12. Se sabe que el estilo de ejecución descrito también era utilizado por los reyes persas. El hecho de que Menelao fuera asesinado sin un lugar de entierro en la tierra se habría considerado un destino terrible tanto para el público judío como para el helenístico de la época. Era un castigo infligido a quienes cometían robo en el templo y traición.
La introducción al capítulo sugiere que Antíoco V Eupátor lideraría personalmente la expedición y que «cada uno» de Lisias y Eupátor contaba con una fuerza griega. Dado que Eupator solo tenía nueve años, se considera generalmente que este pasaje está de alguna manera confuso, ya sea por un error del escriba, una mala transcripción o la exageración del epitomista para causar impacto. Los pasajes posteriores no mencionan la presencia personal de Eupator.
Se menciona una vez más la expedición de Lisias a Bet-Zur, fechada en el año 149 d. C. (otoño de 164-otoño de 163 a. C.). La narración no aclara si se trata de la misma expedición que se describe en el capítulo 11, que también fue a Bet-Zur, lo cual es curioso, ya que el libro presenta buenas referencias cruzadas a acontecimientos anteriores en otros lugares. Sin embargo, el epitomista no escribe «de nuevo» o «a pesar de su anterior fracaso» ni nada parecido. Esto lleva a la mayoría de los estudiosos a creer que los capítulos 11 y 13 son dos relatos separados de lo que el epitomista consideraba la misma campaña. La valoración general es considerar el relato aquí como los acontecimientos de la segunda expedición de Lisias descrita en 1 Macabeos, capítulo 6. Sin embargo, existen diferencias importantes entre estos relatos. No se da ningún motivo para la campaña aquí; según 1 Macabeos, los seléucidas intentaban aliviar el asedio macabeo de la Acra en Jerusalén. El epitomista no menciona la batalla de Bet-Zacarías, en la que los judíos fueron derrotados; sí menciona un incidente en el que se mató a un elefante de guerra en una incursión, posiblemente una referencia distorsionada al ataque de Eleazar, hermano de Judas, a un elefante en Bet-Zacarías. Otra discrepancia es que 1 Macabeos fecha la segunda campaña en el 150 SE, o 163/162 a. C. El epitomista describe el regreso de las fuerzas seléucidas de Judea como debido a preocupaciones políticas con Filipo más que a una derrota militar, lo que sugiere que sabía del éxito seléucida pero no deseaba mencionarlo; en 1 Macabeos, los seléucidas sí reconquistan Jerusalén y derriban el muro del Templo, mientras que este relato da a entender que los seléucidas nunca llegaron tan lejos. La mención de Modein también se considera poco fiable; es un lugar famoso por ser donde vivían los asmoneos al comienzo de la revuelta, pero se encuentra en el lado noroeste de Jerusalén, mientras que el resto del relato, así como 1 Macabeos, sugiere que los seléucidas se acercaron por la ruta sur. Una teoría sobre la naturaleza entrecortada de la versión de la campaña que aparece en este capítulo es que, si el epitomista o el editor posterior adquirieron alguna fuente independiente que se convirtió en los capítulos 10 y 11, eliminaron las partes que consideraban duplicadas de la obra de Jason de Cirene, por lo que la historia de la campaña en el capítulo 13 parece incompleta.
Al igual que en el capítulo 11, se informa de un ejército seléucida de un tamaño inverosímil, que pasa de los 80 000 a los 110 000 soldados de infantería (o incluso 220 000 si se interpreta que «cada uno» se refiere a dos ejércitos de este tipo). Los estudiosos de los ejércitos helenísticos, como Israel Shatzman, consideran «imposible» desplegar, gestionar y alimentar un ejército tan vasto.  El número de elefantes de guerra se ha reducido a una cantidad más razonable, con 22 en comparación con los 32 de 1 Macabeos 6 o los 80 mencionados en el capítulo 11 y en Josefo. Polibio informa de que los seléucidas tenían 40 elefantes de guerra en un desfile militar en Dafne en el 165 a. C. Bezalel Bar-Kochva especula que esos eran todos los que tenían y que, además, la mitad fueron enviados al este, a Babilonia y Persia, lo que dejaría unos 20 elefantes de guerra para la mitad occidental del Imperio. La mención de carros con gujas también se considera poco fiable; si los seléucidas aún conservaban alguno y lo habían traído, probablemente no lo habrían llevado al interior montañoso de Judea, ya que era un arma que solo funcionaba en llanuras bajas, como la costa, donde podían alcanzar una velocidad suficiente.
La historia de Rodoco, el traidor, y las batallas alrededor de Bet-Zur es extremadamente breve y confusa. Dado que aparece inmediatamente después de una declaración en la que Judas envía «todo lo necesario» (¿provisiones?) a Bet-Zur, tal vez Rodoco estaba pasando información sobre las rutas de suministro a Bet-Zur a los seléucidas. Sin embargo, la narración describe cómo los seléucidas, en rápida sucesión, llegan a un acuerdo, atacan, son finalmente repelidos de Beth-Zur y luego llegan a un nuevo acuerdo con Judas, sin dejar claro el impacto de la traición de Rodoco, que tal vez permitió a los seléucidas cortar las líneas de suministro. 1 Macabeos parece indicar que, en la segunda campaña, los seléucidas ocuparon con éxito Bet-Zur, en contra de lo que se cuenta aquí. La serie de batallas alrededor de Bet-Zur, el ataque a las fuerzas de Judas y un nuevo tratado entre el rey y los judíos se comprimen en solo seis versículos. Se discute si el epitomista simplemente no estaba interesado en las cuestiones de provisiones y redujo el relato a un simple resumen, o si lo hizo intencionadamente para ocultar lo que fue una derrota general de los judíos incluyendo solo los aspectos positivos.
La historia de la rebelión de Filipo se considera un relato secundario útil, pero presenta algunos problemas y contradicciones con otras fuentes. El capítulo 9 informa de que ya se había exiliado en Egipto, pero es más probable que se trate de un error en la secuencia. Según 1 Macabeos, Filipo había afirmado que Antíoco IV Epífanes lo había nombrado regente y sucesor durante su campaña en Oriente. Si se da crédito al relato de 1 Macabeos, es poco probable que Filipo hubiera sido realmente nombrado para un cargo por Lisias antes de su rebelión; más bien, se describe el regreso de Filipo a Siria y su intento de reunir apoyos para su pretensión sobre Lisias.
El relato del nombramiento de Hegemonides como nuevo gobernador de Coele-Siria cuenta con algunos indicios arqueológicos que respaldan que efectivamente existió una persona con ese nombre en aquella época. Una inscripción encontrada en Dyme, en Grecia, menciona a un Hegemonides, hijo de Zephyros, que hace una dedicatoria a Antíoco Epífanes; una inscripción en Laodicea (Siria) honra a un Hegemonides de Dyne. La ciudad de Ptolemais, que aparentemente se resistió a la política más favorable a los judíos de Hegemonides, se describe en 1 Macabeos 5 como conocida por su hostilidad hacia los judíos.

## Capítulo 14
Mientras Judas viva, es imposible que el gobierno encuentre la paz.

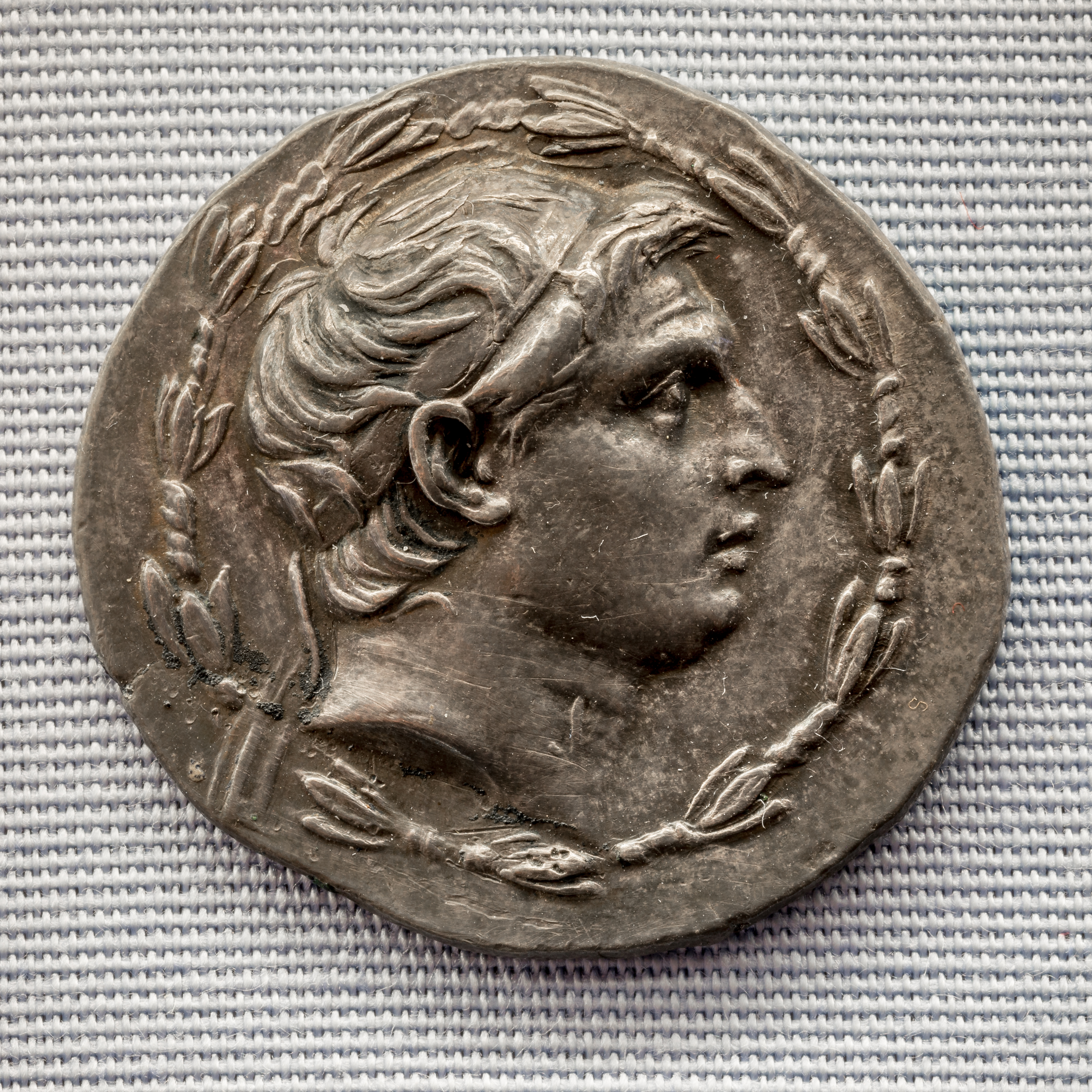
Anverso de una moneda de Demetrio I, el nuevo rey del Imperio seléucida.

El capítulo 14 se centra principalmente en el ascenso del sumo sacerdote Alcimo, un nuevo villano. En la capital de Antioquía, Lisias y Antíoco V son derrocados por Demetrio I. En el año 151 SE (equivalente al otoño de 162 - otoño de 161 a. C.), Alcimus llega para criticar a Judas Macabeo y solicitar ser nombrado sumo sacerdote. Demetrio accede. Alcimus es nombrado sumo sacerdote, mientras que Nicanor recibe el gobierno de Judea. Aunque se produce un breve enfrentamiento en Dessau entre las fuerzas de Simón y el ejército de Nicanor, en el que este último sale victorioso, Nicanor duda en recurrir inmediatamente a una nueva guerra. Envía súplicas a Judas y ambos se reúnen. Sorprendentemente, los dos se hacen amigos y la situación se calma en Jerusalén. Judas es nombrado lugarteniente de Nicanor como parte del acuerdo de paz, se casa y disfruta de la vida. Alcimus está molesto por este giro de los acontecimientos y se queja al rey Demetrio. Demetrio envía nuevas órdenes a Nicanor para que arreste a Judas. Judas se da cuenta de que algo va mal y comienza a evitar a Nicanor. Nicanor acude al Templo y exige a los sacerdotes que le entreguen a Judas, so pena de arrasar el Templo y sustituirlo por uno dedicado a Dioniso. Los sacerdotes rezan a Dios para que proteja el Templo. Nicanor ordena el arresto de Razis, un anciano respetado de Jerusalén que goza de buena reputación. Razis intenta suicidarse antes que ser capturado, pero falla con su espada y solo se hiere a sí mismo. Se lanza desde la torre en la que se encuentra, cae en medio de la multitud de soldados, corre sobre una gran roca mientras se desangra y saca sus propias entrañas de la herida para lanzárselas a los soldados de Nicanor y asegurarse la muerte.
El comienzo del capítulo describe la llegada de Demetrio a Trípoli con una «fuerza y flota poderosas». Es de suponer que el autor quería presentar a Demetrio como una amenaza equivalente a Antíoco IV, pero otras fuentes, entre ellas 1 Macabeos, indican que llegó con solo unos pocos seguidores cercanos. Polibio, que conocía personalmente a Demetrio y participó directamente en el complot para traerlo de vuelta al Imperio seléucida, informa de que fletó un barco comercial normal para pasar más desapercibido, nada que ver con una flota.
El capítulo se refiere a Alcimo como «antiguo» sumo sacerdote y afirma que necesitaba la aprobación de Demetrio para establecer su autoridad. Esto implica que Alcimo había sido nombrado sumo sacerdote tras la ejecución de Menelao, quizás de forma temporal, por Lisias y Eupátor. Sin embargo, al parecer necesitaba la confirmación del nuevo rey para permanecer en su cargo. El capítulo también es vago sobre cómo exactamente Alcimo «se profanó» anteriormente. Varios estudiosos, señalando cómo Alcimo aparentemente fue capaz de ganarse la lealtad de muchos judíos y la ausencia de cambios helenizantes aparentes en el culto judío durante su mandato, dudan de la veracidad de esta afirmación. Aunque Alcimo se convirtió claramente en colaborador de los seléucidas, tendría más sentido que el gobierno hubiera elegido a un judío de buena reputación para el cargo; por el contrario, las fuentes favorables a los macabeos habrían querido desacreditar a Alcimo para presentar su decisión de servir al gobierno como la elección de alguien que ya era poco fiable y corrupto.
La instalación de Alcimus y Nicanor como gobernadores también se recoge en el capítulo 7 del libro 1 de los Macabeos, aunque hay algunas diferencias. El libro 2 de los Macabeos se cuida de repartir la culpa de la elección de Alcimus entre la capital, en lugar de acusar al rey de forma demasiado directa, sugiriendo que este fue mal aconsejado. Se desconoce la ubicación de Dessau (o Caphar-Dessau), así como la batalla librada allí por las fuerzas de Simón descrita en 1 Macabeos. Judas es descrito aquí por Alcimo como el líder de los «Asidaioi» (o, si se hebraíza, hasideos), pero el uso del término parece diferir del que se da en 1 Macabeos. 1 Macabeos utiliza el término para describir a un grupo de judíos fieles que no siguieron a Judas y fueron traicionados por Alcimo; 2 Macabeos parece utilizar el término para describir a los judíos fieles o tradicionalistas en general, a partir de la raíz hebrea/aramea «hysd», que se ve en «hasidim» (piadoso). Tanto este relato como 1 Macabeos coinciden en que Alcimo ayudó a reavivar las hostilidades tras una tregua. Las versiones de la historia de Nicanor y Judas en 1 Macabeos y 2 Macabeos difieren en cuanto a los motivos implicados, de manera coherente con la postura que mantenían respectivamente los autores. 1 Macabeos insiste en que la tregua en las relaciones no fue más que una artimaña desde el principio, y que no se puede confiar en los no judíos; 2 Macabeos, como obra de la diáspora, está dispuesta a sugerir que la coexistencia pacífica y la amistad con los gentiles era posible hasta que un villano llamado Alcimo la interrumpió. 2 Macabeos también describe a algunos de sus villanos como neutrales al principio, que luego eligen convertirse en malvados antes de ser castigados por Dios; tanto Antíoco IV como Nicanor siguen este arco narrativo. Este relato omite las expediciones de Bacchides, que sirvió como escolta de Alcimus en 1 Macabeos. Es de suponer que esto se debe a que el epitomista consideró que el éxito general de Bacchides era vergonzoso y contrario al tema de la obra; Según 1 Macabeos, la primera expedición de Bacchides no encontró oposición y más tarde mató a Judas en Elasa.
La amenaza de dedicar un nuevo templo a Dioniso en el emplazamiento del Segundo Templo plantea el mismo problema que en el capítulo 5: Dioniso era mucho más popular en Egipto que en Siria, por lo que podría tratarse de un caso en el que un escritor egipcio inventó un diálogo más acorde con la cultura egipcia que con la seléucida.
El capítulo establece un contraste entre Alcimus, que «se profanó» durante los tiempos de conflicto, y Razis, que se mantuvo «firme» durante el periodo anterior y ahora está dispuesto a martirizarse de forma espantosa antes que someterse. Razis es descrito como un «anciano», lo que presumiblemente significa que era miembro de la «gerusia» o consejo de gobierno, y no que fuera particularmente anciano. El relato general es bastante abrupto, sin mucha introducción, posiblemente debido a que el epitomista omitió texto como parte del resumen; no explica si Nicanor tenía una razón más específica que el rechazo hacia los judíos para ordenar el arresto de Razis, si Razis sabía dónde se encontraba Judas, por qué se necesitaban 500 hombres o cómo acabó Razis en una torre fortificada. Su prolongada escena de muerte pudo estar influenciada por la muerte de Menoeceo, que se describe con un destino similar, al recibir un golpe de espada fallido y lanzarse luego sobre el enemigo en Las fenicias de Tiro, de Eurípides. Teológicamente, el epitomista aprueba claramente el suicidio de Razis. Esta postura no era infrecuente en el judaísmo, que permitía el suicidio en determinadas situaciones extremas, y en ciertas ramas del cristianismo primitivo; se dice que los donatistas de los siglos IV y V eran famosos por recurrir al suicidio antes que a la deshonra. Sin embargo, el respaldo del autor a la acción de Razis resultaba incómodo para la Iglesia católica, que consideraba el libro inspirado, pero también desaprobaba enérgicamente el suicidio directo.

## Capítulo 15

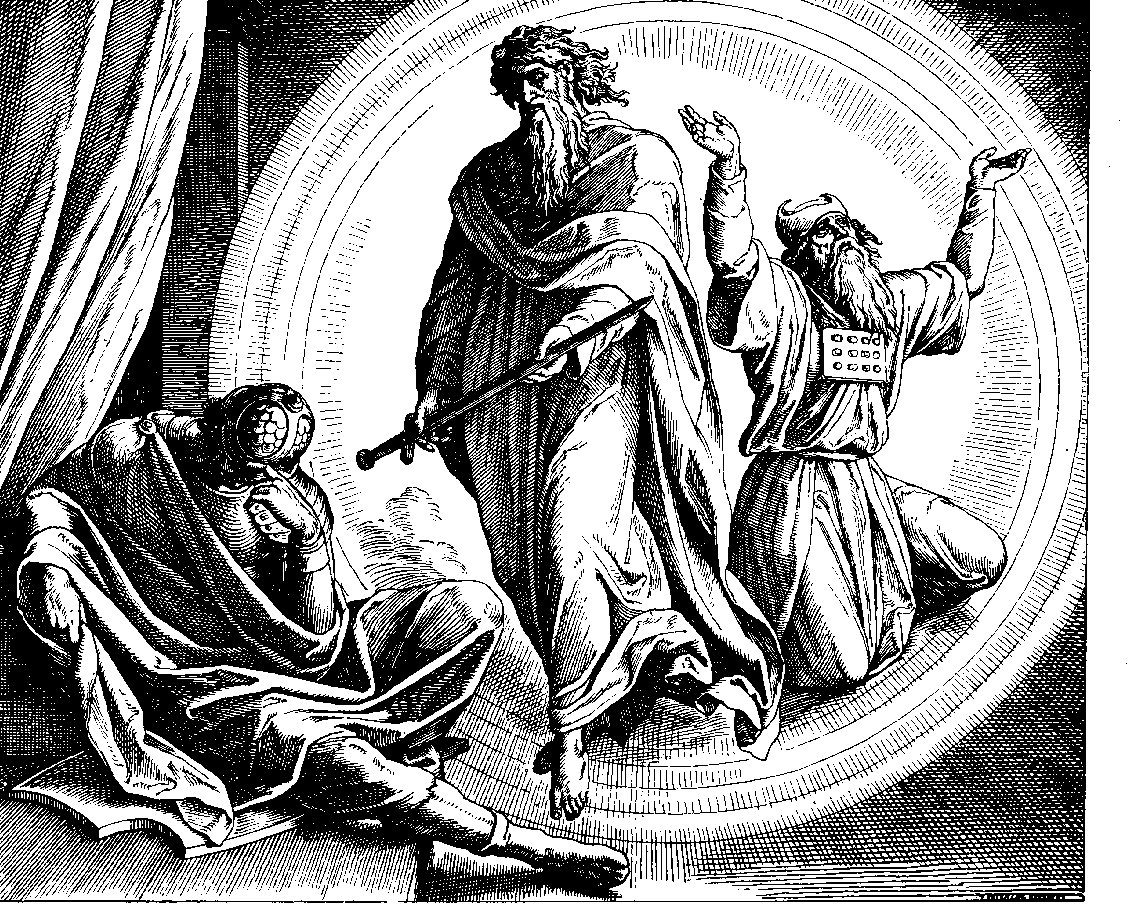
Judas recibe una espada divina de oro mientras duerme antes de la Batalla de Adasa. Grabado en madera de Julius Schnorr von Carolsfeld de la obra de 1860

### La derrota de Nicanor
Nicanor y sus tropas avanzaron con trompetas y cánticos de batalla, pero Judas y sus tropas se enfrentaron al enemigo en la batalla con invocaciones a Dios y oraciones.

Con el tratado hecho trizas, Nicanor sale de Jerusalén hacia Samaria para atacar a las tropas de Judas. Tiene la intención de atacar en sábado, sabiendo que los judíos no estarán preparados para luchar en ese momento. Los judíos reclutados en su ejército se quejan del plan. Mientras se preparan para la batalla, Judas relata a sus tropas una visión que dice haber tenido en sueños. Mientras dormía, vio al difunto sumo sacerdote Onías III y al profeta Jeremías. Onías III dice que Jeremías está rezando por todo el pueblo de Israel y Jeremías le da a Judas una espada de oro. El ejército macabeo decide atacar primero, al ver que el enemigo se ha preparado con elefantes de guerra y caballería en los flancos. Judas reza a Dios e invoca de nuevo la dramática derrota pasada de Senaquerib. Los judíos ganan la batalla y matan a 35 000 soldados, incluido el propio Nicanor. El cuerpo de Nicanor es profanado y su cabeza es colgada en la ciudadela de Jerusalén. Los judíos deciden celebrar el 13 de Adar como el Día de Nicanor.
El capítulo es una especie de eco del Capítulo 8, que también presenta a Judas luchando contra Nicanor inmediatamente después de un relato del martirio; los preparativos de la batalla y la batalla en sí se describen de manera similar en ambos capítulos, y Nicanor es llamado una vez más «tres veces maldito».
No está del todo claro si Nicanor logra sincronizar el encuentro con el sábado; inmediatamente después se afirma que «no logró llevar a cabo su abominable plan», pero no queda claro si esta afirmación presagia la derrota final de Nicanor o si simplemente significa que no logró sincronizar el ataque contra las fuerzas de Judas con el día del sábado. Algunos intérpretes de 2 Macabeos creen que el autor sostiene que incluso la guerra defensiva en sábado está prohibida; otros creen que las referencias a los enemigos que intentan atacar en sábado (incluido Nicanor aquí y Apolonio en 5:25-27) solo mostraban lo malvados que eran al violar un día santo en un intento de obtener ventaja. Los hasmoneos posteriores consideraban sin duda que la guerra defensiva en sábado era permisible, como se ve en 1 Macabeos.
En el sueño de Judas, que este relata a sus tropas, se dice que Jeremías reza por todo el pueblo. Esto puede ser simplemente una referencia a la popularidad de Jeremías en la época, pero también es un eco literario del Libro de Jeremías. En esa obra, Dios insta específicamente a Jeremías a no rezar por el pueblo en la primera mitad para que se cumpla la profecía de destrucción. Solo mucho más tarde, en Jeremías 42, se le permite rezar por el pueblo; una referencia al propio Jeremías rezando por Judea sugiere un poderoso apoyo y un punto de inflexión para quienes están familiarizados con la obra. Estos versículos también se utilizaron más tarde en la teología católica para apoyar la doctrina de la intercesión de los santos que rezan por el bienestar de los cristianos en la Tierra.
El autor no está particularmente interesado en los detalles de la estrategia y las tácticas de la batalla, sino que hace hincapié en que se trata de una batalla entre los piadosos que confían en Dios y los impíos. Al igual que con otras figuras similares del libro, el número de víctimas registrado, 35 000, está muy exagerado y se considera totalmente inverosímil. Es de suponer que Demetrio habría concentrado la mayor parte de sus fuerzas para oponerse a Timarco durante este periodo, y la propia narración ya relata que Nicanor se vio obligado a reclutar a judíos locales, lo que sugiere que ni siquiera había cerca de 35 000 soldados seléucidas en la batalla, y mucho menos bajas. La mención de elefantes de guerra también se considera poco probable, ya que Polibio registra que los romanos mutilaron a todos los elefantes que quedaban a los seléucidas en el 162 a. C. Si bien es posible que los romanos se les escaparan algunos elefantes, 1 Macabeos no hace referencia alguna a la presencia de elefantes en esta batalla.
La nueva festividad del Día de Nicanor, el 13 de Adar, se describe como «el día anterior al día de Mordecai». El 14 de Adar es Purim; este relato es una de las piezas literarias más antiguas que se conservan y que hacen referencia a su conmemoración. Es único en sugerir que la festividad pudo haberse llamado Día de Mardoqueo en el periodo asmoneo; esta denominación no se encuentra en otras obras literarias conservadas. El autor también es consciente de que «Adar» no es un término originario del hebreo, y se refiere a él como un préstamo lingüístico.

### Epílogo
Así, pues, fue como terminaron las cosas con Nicanor, y desde entonces la ciudad [Jerusalén] ha estado en poder de los hebreos.

Los versículos 37-39 son un breve epílogo del epitomista que concluye la historia, expresando su esperanza de que el lector haya disfrutado de la obra y disculpándose si no ha sido así.
La declaración confiada del versículo 37 sobre la seguridad de Jerusalén sugiere que el autor aparentemente no consideró que lo que sucedió en Jerusalén después de la derrota de Judas en Elasa fuera lo suficientemente grave como para contradecir esta afirmación, que se refería solo al Santuario del Templo y no a la ciudad en su conjunto, o que no tenía la intención de extender la afirmación más allá de la derrota de Nicanor. También podría interpretarse como una admisión tácita de que el sumo sacerdote Alcimus, cuyo mandato duraría hasta mayo del 159 a. C., todavía reunía los requisitos para ser considerado «hebreo». El versículo 37 también se ha utilizado para argumentar a favor de una fecha posterior para la autoría. Sugiere que es poco probable que 2 Macabeos se escribiera después del 63 a. C., cuando el reino hasmoneo quedó reducido a un estado cliente de la República romana. Dicho esto, hay diferentes formas de interpretar el tiempo verbal de la afirmación en griego, lo que deja cierta ambigüedad.
Una de las incógnitas del estudio de 2 Macabeos es si la historia de Jasón de Cirene también terminó con la derrota de Nicanor, o si continuó más allá y las partes posteriores se omitieron en el resumen. Jonathan A. Goldstein argumenta que el epílogo sugiere que la historia de Jason efectivamente continuó, ya que el epitomista se niega a decir que la historia de Jason se detuvo, por lo que su resumen también se detiene. En la medida en que 2 Macabeos estaba pensado como un «libro festivo» para ser utilizado como material de lectura durante el Día de Nicanor o Hanukkah, el establecimiento de la festividad en sí mismo podría haber sido un punto lógico para detenerse.
Jean Calvin no quedó impresionado con el tono informal del epílogo al disculparse si al lector no le gustaba la obra, y lo utilizó para argumentar a favor de la descanonización del libro durante la Reforma protestante. Calvino escribió: «Quien confiesa que sus escritos necesitan perdón, proclama sin duda que no son oráculos del Espíritu Santo».
El epílogo establece una analogía entre el agua sola y el vino solo, que son peores que el agua mezclada con vino, práctica habitual en la época en que el vino se almacenaba en una forma muy potente para facilitar su transporte. Existía una creencia cultural griega según la cual solo Dioniso podía beber vino sin mezclar sin volverse loco. No está muy claro a qué corresponden exactamente el agua y el vino; ¿quizás la historia original de Jasón de Cirene es el vino y la edición del epitomista es el agua para hacerlo más apetecible?
La redacción de un pasaje también puede resultar sorprendente para los lectores modernos: la esperanza de que «la historia deleite los oídos de quienes lean la obra». En la antigüedad, la «lectura silenciosa» no era habitual, y los lectores leían en voz alta, incluso cuando leían solos.